# Liste der Baudenkmäler in Aub
Auf dieser Seite sind die Baudenkmäler in der unterfränkischen Stadt Aub zusammengestellt. Diese Tabelle ist eine Teilliste der Liste der Baudenkmäler in Bayern. Grundlage ist die Bayerische Denkmalliste, die auf Basis des Bayerischen Denkmalschutzgesetzes vom 1. Oktober 1973 erstmals erstellt wurde und seither durch das Bayerische Landesamt für Denkmalpflege geführt wird. Die folgenden Angaben ersetzen nicht die rechtsverbindliche Auskunft der Denkmalschutzbehörde.
 Diese Liste gibt den Fortschreibungsstand vom 16. April 2020 wieder und enthält 126 Baudenkmäler.

## Ensembles

### Ensemble Altstadt Aub
Das Ensemble umfasst die mittelalterliche Stadt innerhalb ihres Mauerrings des 15. Jahrhunderts mit Einschluss des Grabenbereichs und des im Süden vor der Befestigung liegenden, ummauerten Schlossgartens. Eine Benediktinerpropstei an Stelle der heutigen Pfarrkirche dürfte die Urzelle der 1136 erstmals genannten Siedlung sein. Im Anschluss an die hohenlohische Burg ist der stadtmäßige Ausbau des Ortes, obwohl ihm erst 1404 Stadtrecht verliehen wurde, in das 13./14. Jahrhundert anzusetzen. Aub liegt am Südhang über der Gollach. Die Hanglage bedingt eine weitgehend höhenlinienparallel orientierte Struktur, in die die Führung der Fernstraßen allerdings nicht integriert ist: das dem Flusslauf folgend gestreckt-rechteckige, ummauerte Stadtgebiet erscheint in der Längsachse durch eine Abfolge zweier Platzstraßen bestimmt, die das freistehende Rathaus voneinander trennt (Marktplatz, Harbachstraße); diesem etwa die mittlere Hanghöhe einnehmenden Hauptzug sind jeweils nach Norden, tiefer liegend (Mühlstraße), und nach Süden, in erhöhter Lage (Johann-Böhm-Straße, Hoffahrtstraße) Parallelgassen zugeordnet. Steile Quergassen vermitteln zwischen diesen drei Parallelstraßen. Der Hauptstraßenzug fällt nicht mit der Durchgangsstraße zusammen, die Stadt besitzt an ihren Schmalseiten keine Tore; die Gollachuferstraße verläuft auf der anderen Flussseite an der Stadt vorbei; die die Stadt durchziehende Fernstraße ist quergerichtet, sie erklimmt den Hang aus dem Tal heraus nach Südosten; vom ehemaligen Spitaltor steigt sie an der über einer Stützmauer erhöht liegenden Pfarrkirche vorbei bis zum Westende des Marktplatzes als Hauptstraße, steil auf; hier biegt sie in den Marktplatz ein, den sie sozusagen als Ruhestation durchquert; vor dem Rathaus schlägt sie wieder die Querrichtung ein und erreicht über die steile Etzelstrasse das Obere Tor. Der Hauptzug Marktplatz, Harbachstraße besitzt geschlossene Giebelhausreihung mit zum Teil, besonders am Marktplatz, stattlichen Bauten des 16.–18. Jahrhunderts. Beide Platzstraßen sind auf Grund ihrer Breite und der Hanglage in zwei Ebenen aufgebaut: die Harbachstraße ist ihrer ganzen Länge nach durch eine mittlere Stützmauer geteilt; auf dem Marktplatz bildet der mittlere Bereich mit Brunnen und Marienstatue einen erhöhten Podest. Die flussseitige Nebengasse (Mühlstraße) besitzt kleinteiligere Bebauung, ebenfalls in geschlossener Giebelreihung; wie der Straßenname nahelegt, waren hier Handwerker ansässig; die bergseitige Nebengasse war bis zu einem Brand 1841 die Scheunengasse; ihre jetzige Bebauung geht noch teilweise auf den Wiederaufbau des mittleren 19. Jahrhunderts zurück. Monumentale Schwerpunkte sind die etwa in der Mitte der Stadt über terrassierten Fundamenten liegende, vom Marktplatz durch eine Häuserzeile getrennte Pfarrkirche; das die südliche Ecke und gleichzeitig den höchsten Punkt des Stadtgebiets beherrschende, seit 1521 würzburgische Amtsschloss; das am Gollachübergang liegende Spital sowie das den Marktplatz nach Osten abschließende Rathaus. Umgrenzung: Waldmannshöfer Straße – Baumallee südlich des Schlosses – Weg entlang den Gärten vor der westlichen Stadtmauer – Lauf der Gollach – Weg entlang der südöstlichen Stadtmauer – Hemmersheimer Straße. Aktennummer: E-6-79-114-1.

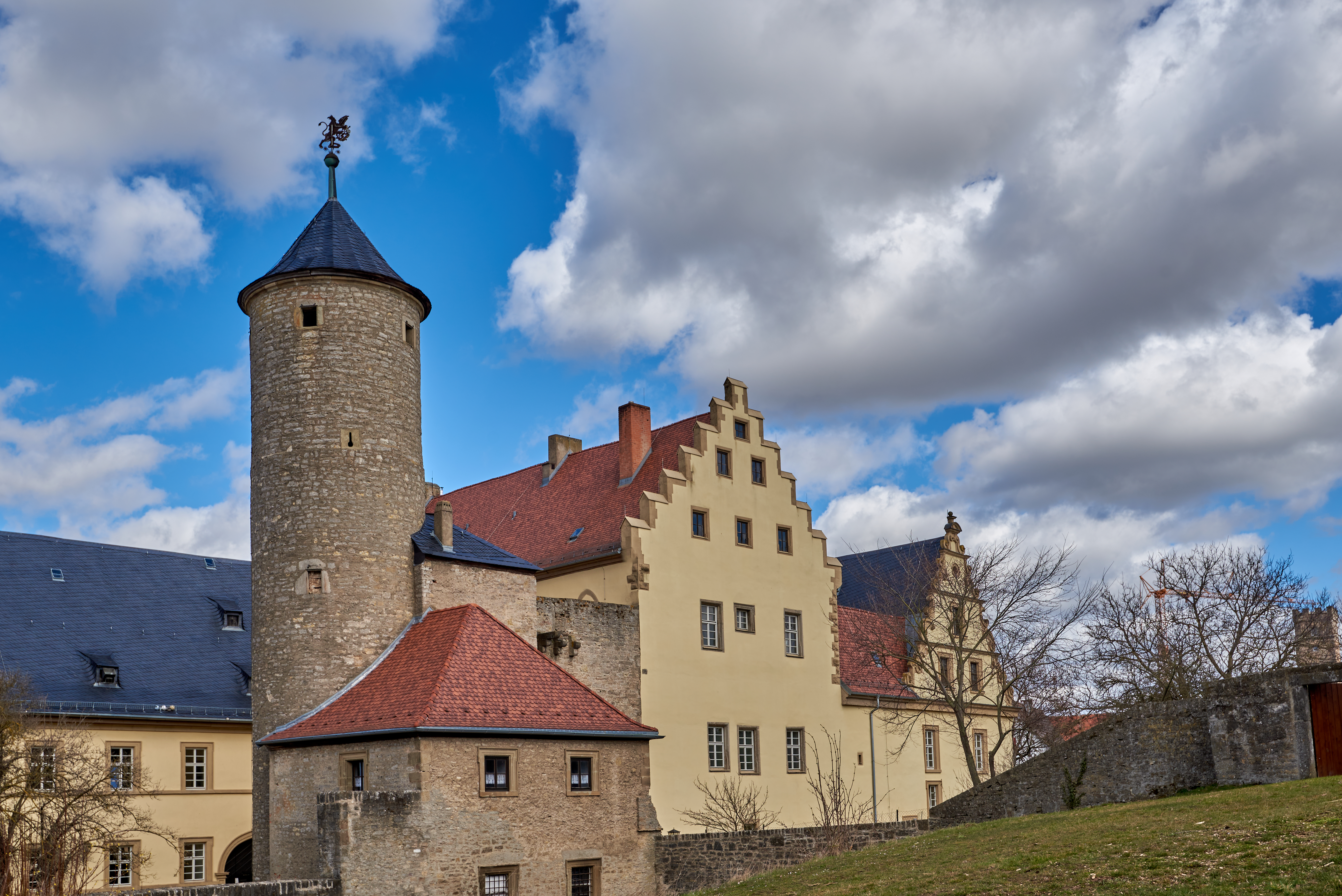
Schloss Aub, Feldseite 2021 weitere Bilder
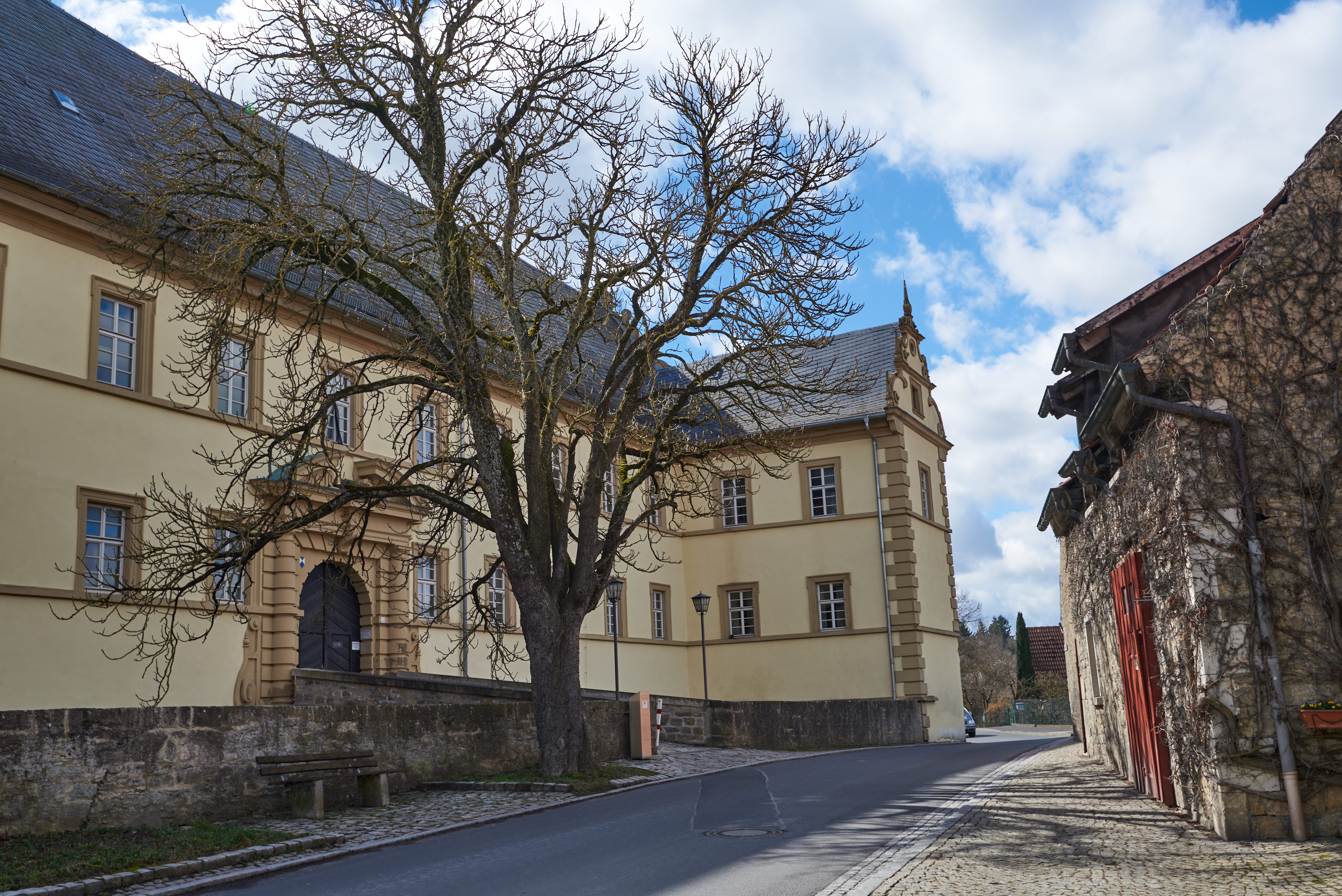
Schloss Aub, Stadtseite 2021 weitere Bilder
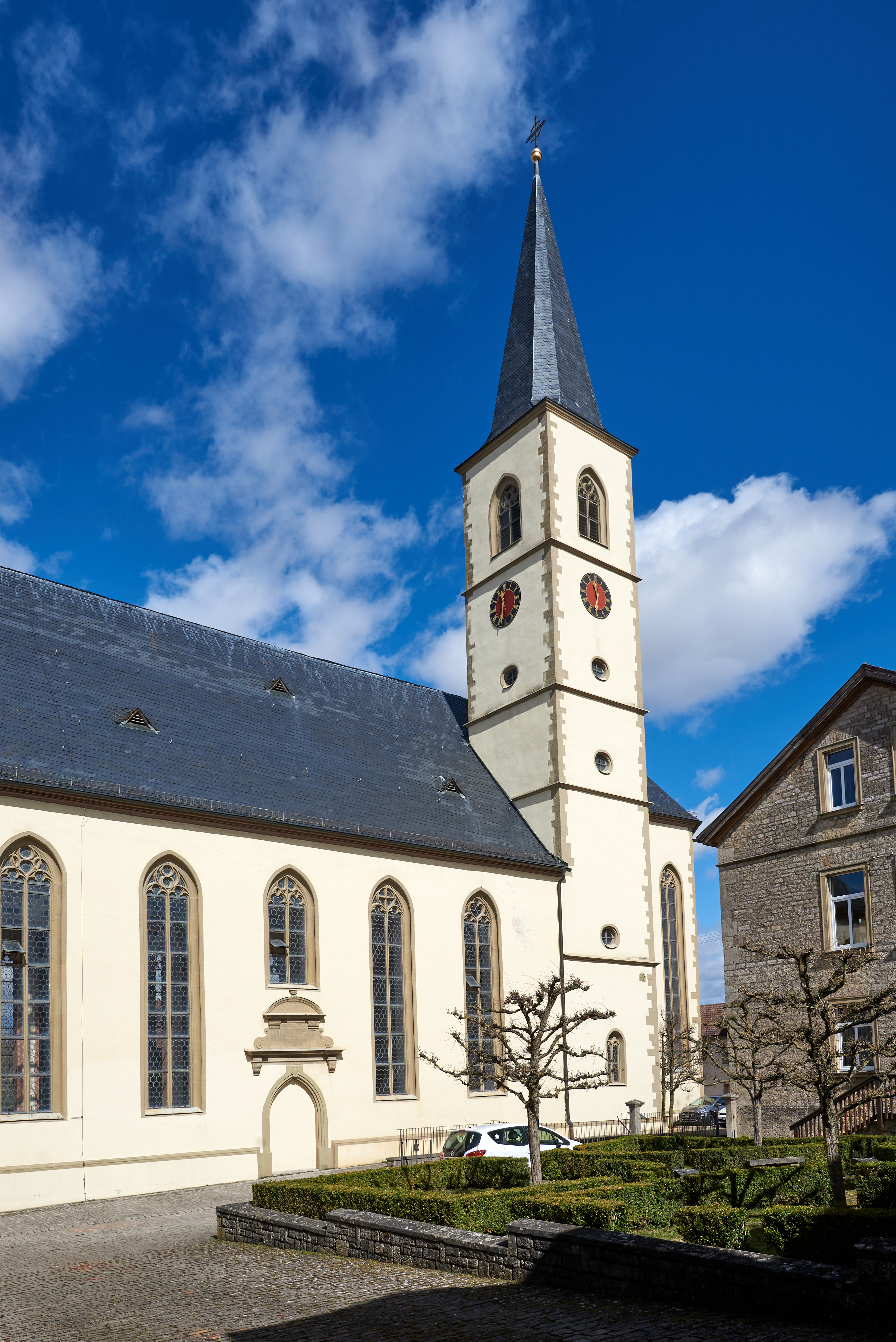
Stadtpfarrkirche Maria Himmelfahrt, von Süden 2021 weitere Bilder
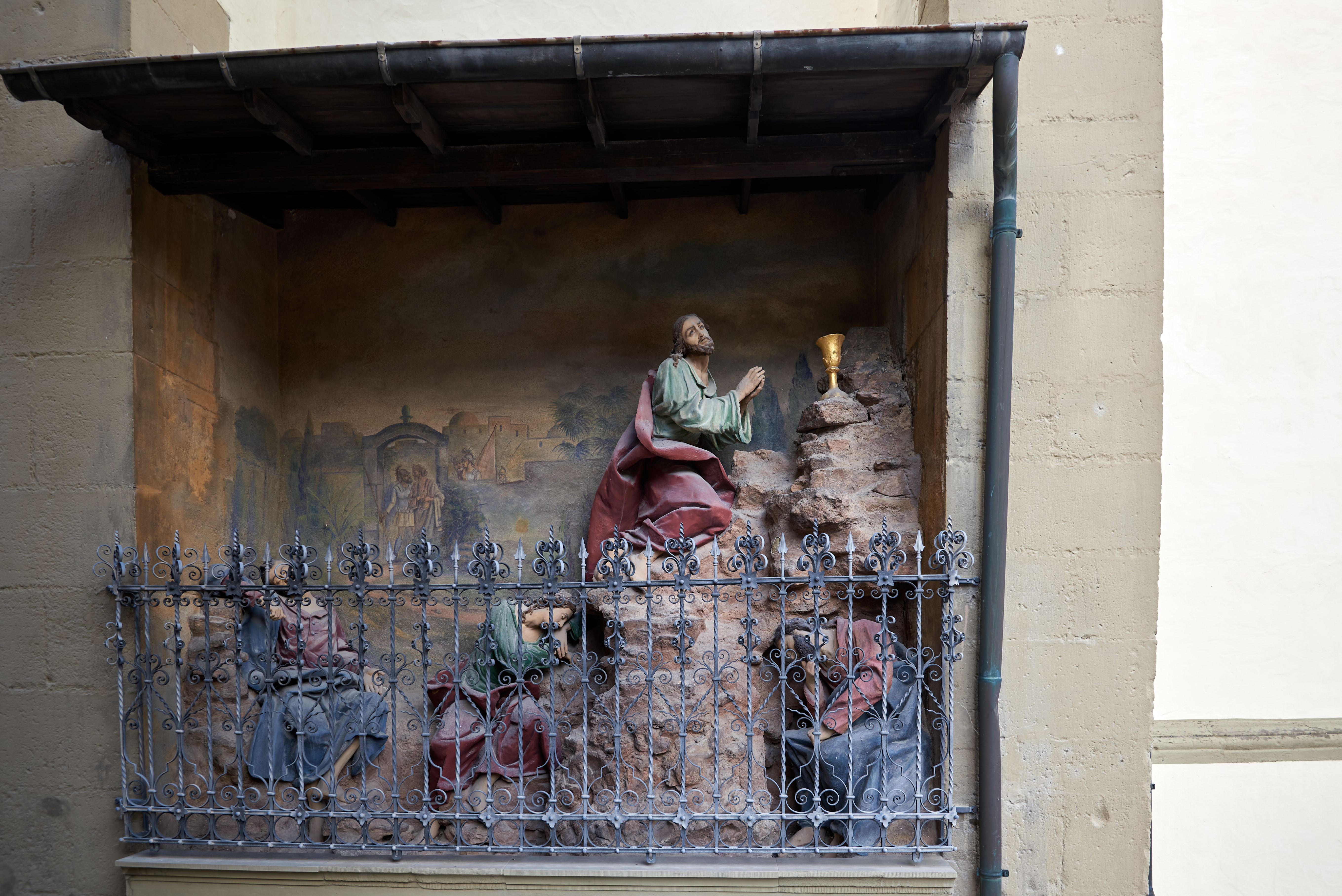
Stadtpfarrkirche Maria Himmelfahrt, Kreuzigungsgruppe von Tilman Riemenschneider 2021 weitere Bilder
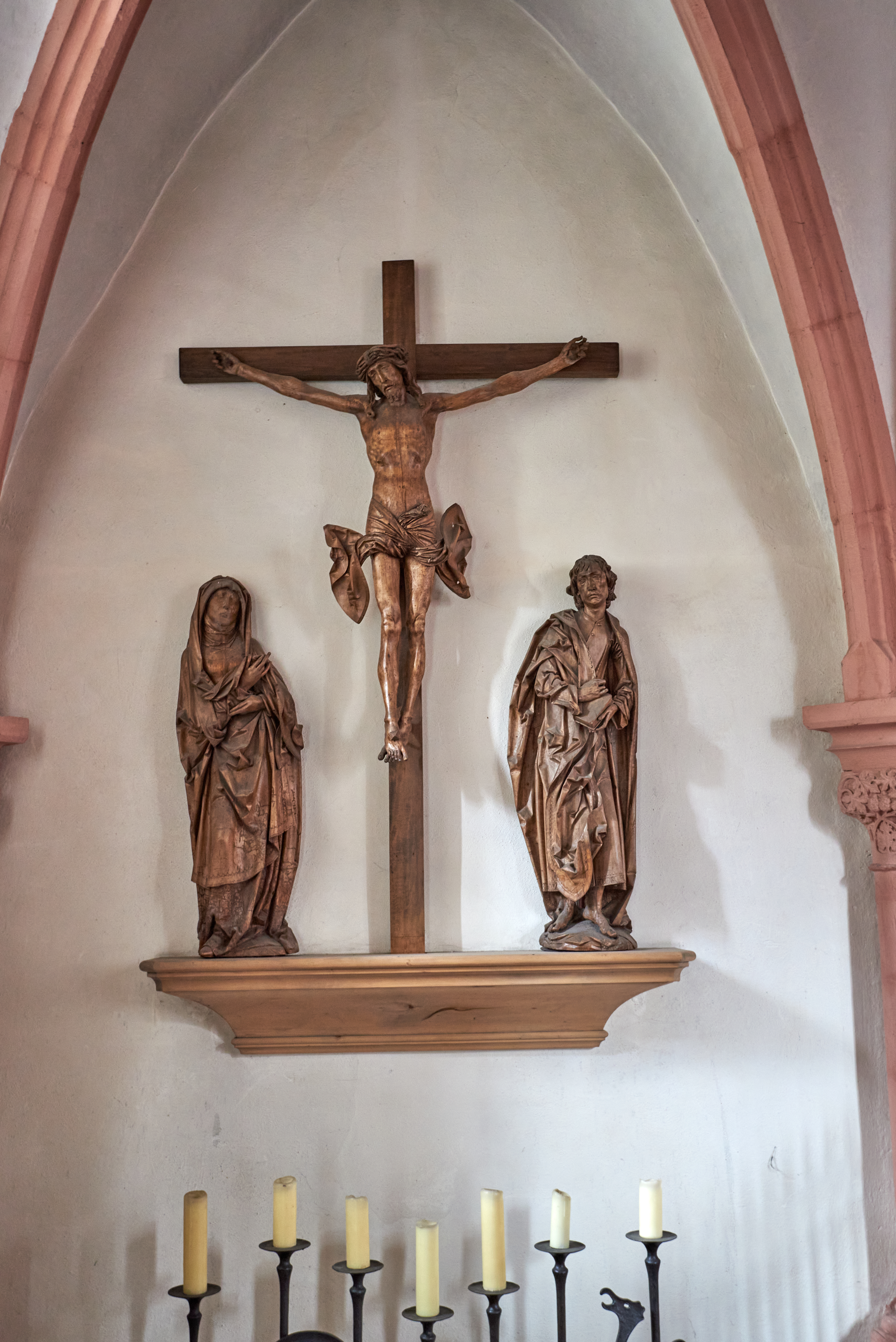
Riemenschneider Kreuzigungsgruppe in der Stadtpfarrkirche Maria Himmelfahrt weitere Bilder
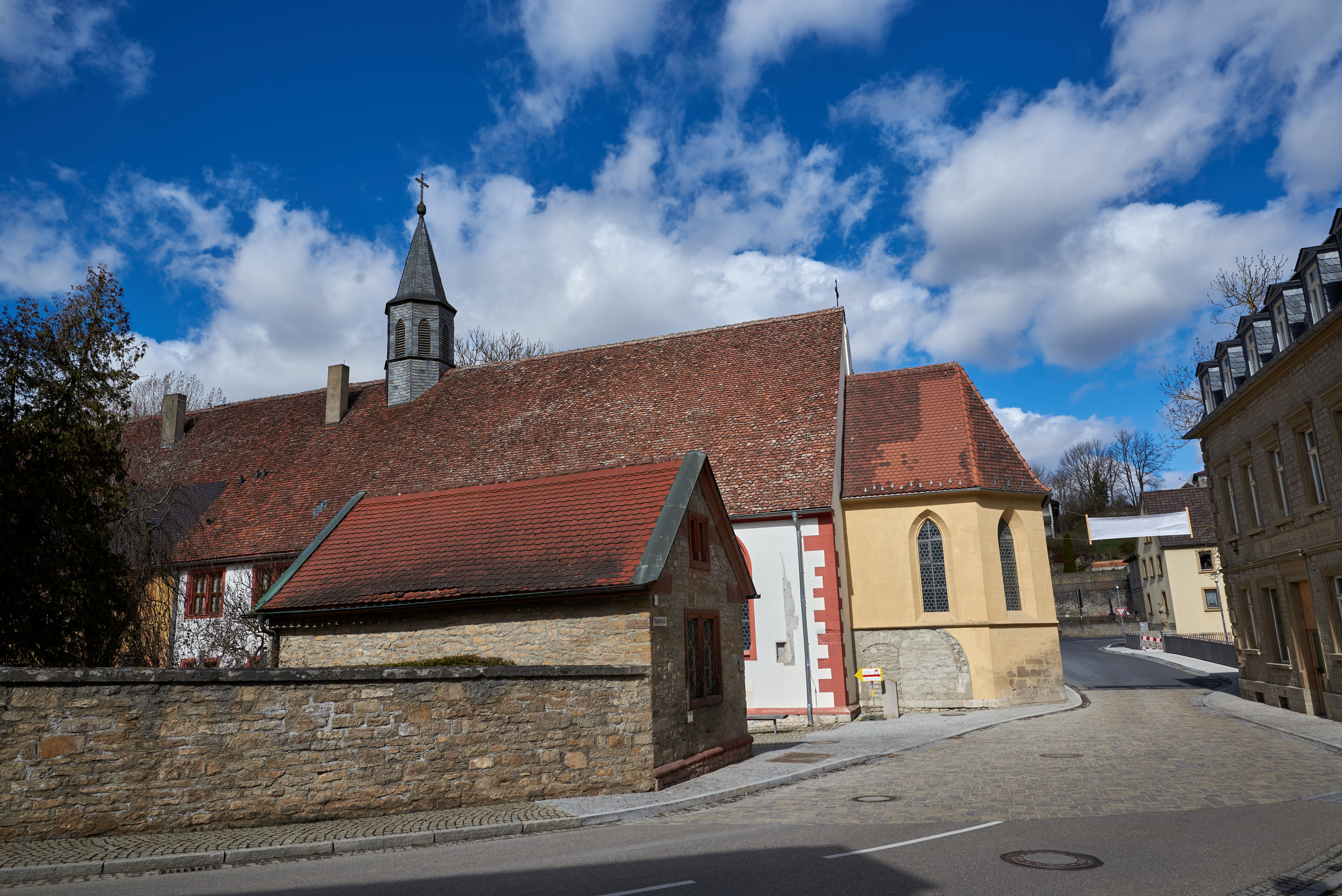
Spitalkirche, von Südosten 2021 weitere Bilder
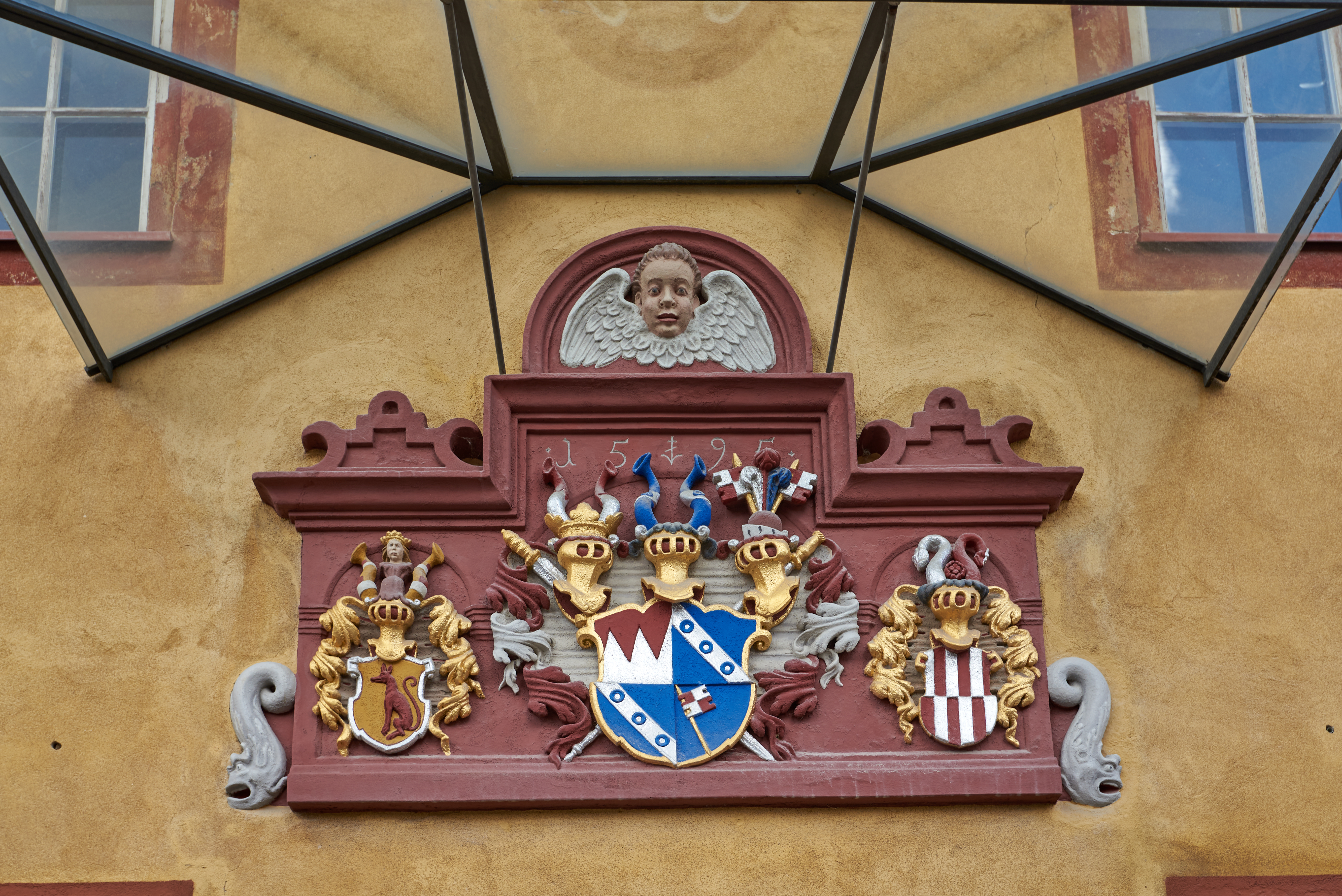
Spital, Wappenstein weitere Bilder

## Platzbilder von besonderer Bedeutung

### Marktplatz
Die Marktplatzanlage aus dem 13./14. Jahrhundert befindet sich über einem unregelmäßigen Grundriss. Der Platz erweitert sich schlauchartig aus Straßenbreite im Westen zu Platzgeräumigkeit im Osten. Der gleichmäßigen, südlichen Platzwand antworten im Norden zunächst eine geschwungene, den Kirchplatz abschirmende, dann, nach einer Öffnung zum Kirchplatz, eine geradlinig begrenzte Häuserreihe. Im Osten schließt das Rathaus mit einer Schmalseite den Platz ab. Auf Grund der Hanglage ist der Platz auf zwei Ebenen geordnet. Die Bebauung besteht aus geschlossener Reihung teilweise stattlicher Giebelhäuser des 16.–18. Jahrhunderts. Die Mitte bezeichnen ein Brunnen und eine Marienstatue.
Umgrenzung: Marktplatz 1–25, 27, Etzelstraße 1, Hauptstraße 7,9, Mangsteig 2.

## Stadtbefestigung Aub
Die Stadtbefestigung Aub besitzt einen nahezu erhaltenen geschlossenen Mauerring aus Bruchsteinmauerwerk, der zwischen 1404 und 1436 errichtet wurde. Im Norden stellt die Gollach einen natürlichen Wehrgraben dar. Am stärksten ist die Stadt an der Westflanke im Bereich des Schlosses befestigt. Dort gab es eine Zwingeranlage, die durch eine zweite Mauer befestigt war und von der nur noch einige Turmstümpfe erhalten sind. Die ehemalige Mauerhöhe betrug 11 m mit einer Dicke von 1,50 m. Von den ehemals 15 Türmen sind noch 11 einschließlich des Bergfrieds am Schloss und einiger Halbschalentürme erhalten. Die Türme hatten meist Fachwerkobergeschosse, die zumeist im 19. Jahrhundert eingelegt wurden. Die meisten Türme waren als Rundtürme ausgeführt. Die wenigen rechteckigen Türme hatten zumeist gleichzeitige Wohn- und damit Wachnutzung. Aktennummer D-6-79-114-2. Beginnend an der Mühlstraße sind im Uhrzeigersinn folgende Teile der Stadtbefestigung erhalten:
- Stadtmauer, an der Nordseite von Mühlstraße 1, 3, 5, 7 in den Häusern verbaut (Lage)
- Stadtmauer, an der Nordseite von Mühlstraße 9, 11, 13, 15 in den Häusern verbaut (Lage)
- Stadtmauer, an der Nordseite von Mühlstraße 17 im Haus verbaut (Lage)
- Stadtmauer, an der Nordseite von Mühlstraße 19 im Haus verbaut (Lage)
- Stadtturm, Rundturm, nordöstlich von Mühlstraße 19, Bruchsteinmauerwerk, mit städtischem Pachtschweinestall (Lage)
- Stadtmauer, an der Nordseite von Mühlstraße 21, 23, 25, 27, 29, 31, teilweise in Häusern verbaut (Lage)
- Stadtmauer, an der Nordseite von Mühlstraße 33 im Haus verbaut (Lage)
- Stadtmauer, an der Nordseite von Mühlstraße 35 im Haus verbaut (Lage)
- Stadtturm, sogenannter Hirtenturm oder Badturm, quadratischer Bruchsteinmauerwerksbau mit Fachwerkobergeschoss und Satteldach, Mühlstraße 35 (Lage)
- Stadtturm, sogenannter Rimpachturm, Rundturm aus Bruchsteinmauerwerk, Nähe Harbachstraße (Lage)
- Stadtmauer, nördlich der Harbachstraße, an der östlichen Grundstücksgrenze von Nr. 23  (Lage)
- Stadtturm, Geyerschlossturm, Rundturm, ehemaliger Folter- und Gefängnisturm, aus Bruchsteinen, 15./16. Jahrhundert (Lage)
- Stadtmauer, südlich der Harbachstraße, an der östlichen Grundstücksgrenze von Nr. 20 (Lage)
- Stadtmauer, nördlich der Harbachstraße, an der südlichen Grundstücksgrenze von Nr. 18, 16  (Lage)
- Stadtturm,  Rundturm aus Bruchsteinmauerwerk, an der östlichen Grundstücksgrenze von Harbachstraße 12 (Lage)
- Stadtmauer, nördlich der Harbachstraße, an der südlichen Grundstücksgrenze von Nr. 8, 6, 4  (Lage)
- Stadtturm, Schalenturm aus Bruchsteinmauerwerk, modern verbaut, an der nördlichen Grundstücksgrenze von Hammersheimer Straße 1 (Lage)
- Stadtmauer, Hoffahrtgasse 2, an der südlichen Grundstücksgrenze  (Lage)
- Stadtmauer, Etzelstraße 17, an der südlichen Grundstücksgrenze  (Lage)

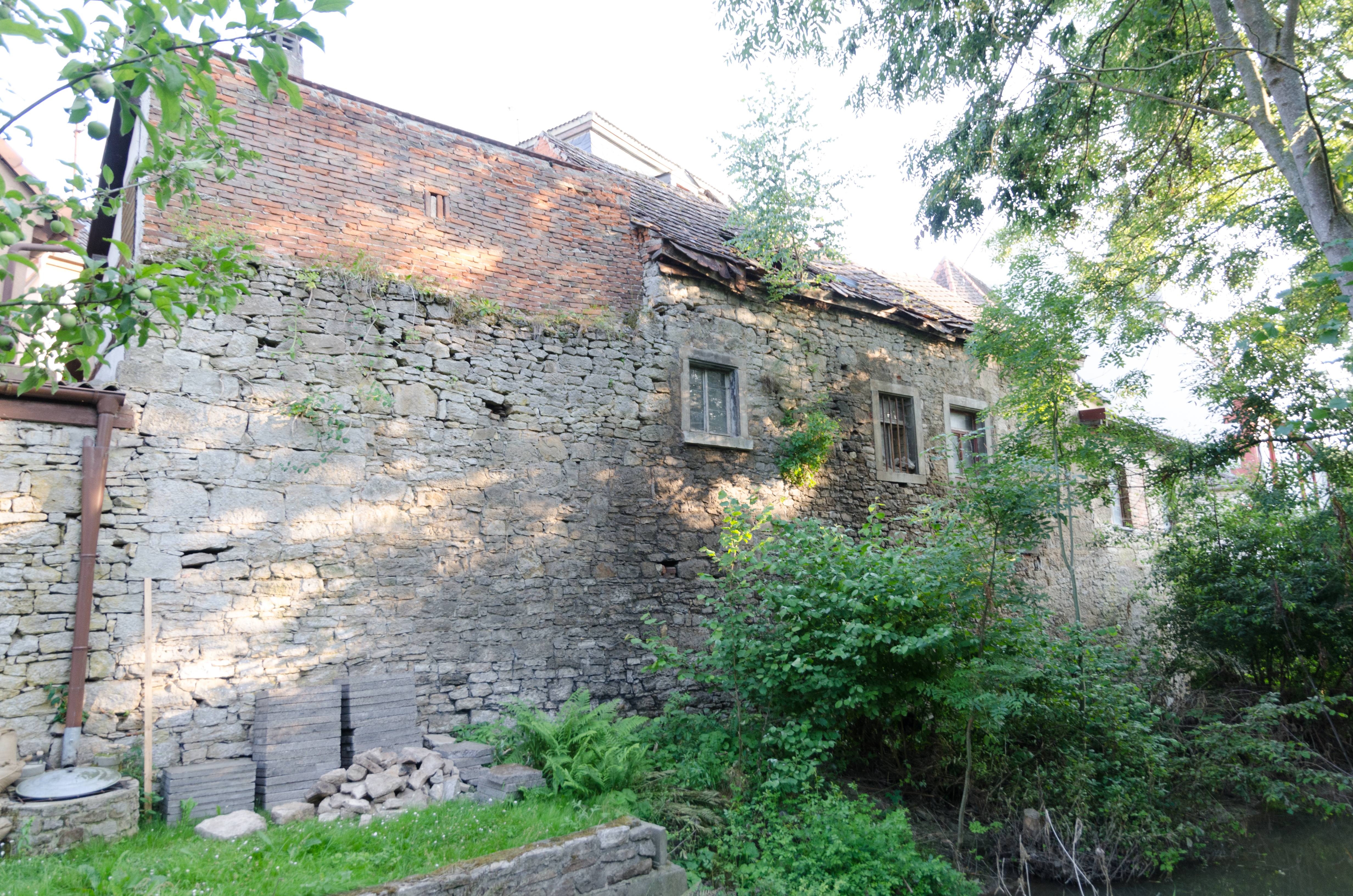
Stadtmauer, Nordseite von Mühlstraße 3, 5, 7
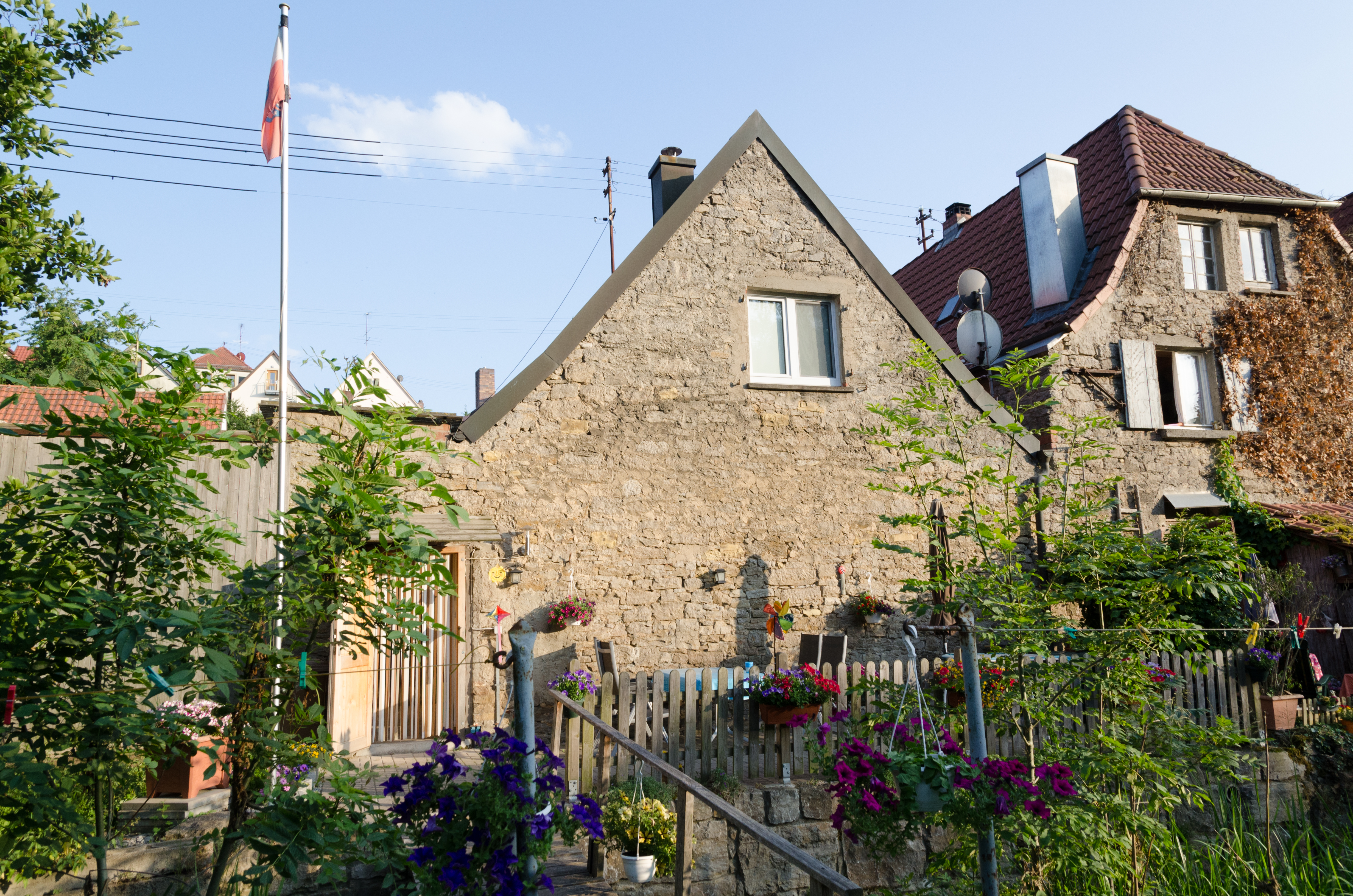
Stadtmauer, Nordseite von Mühlstraße 15
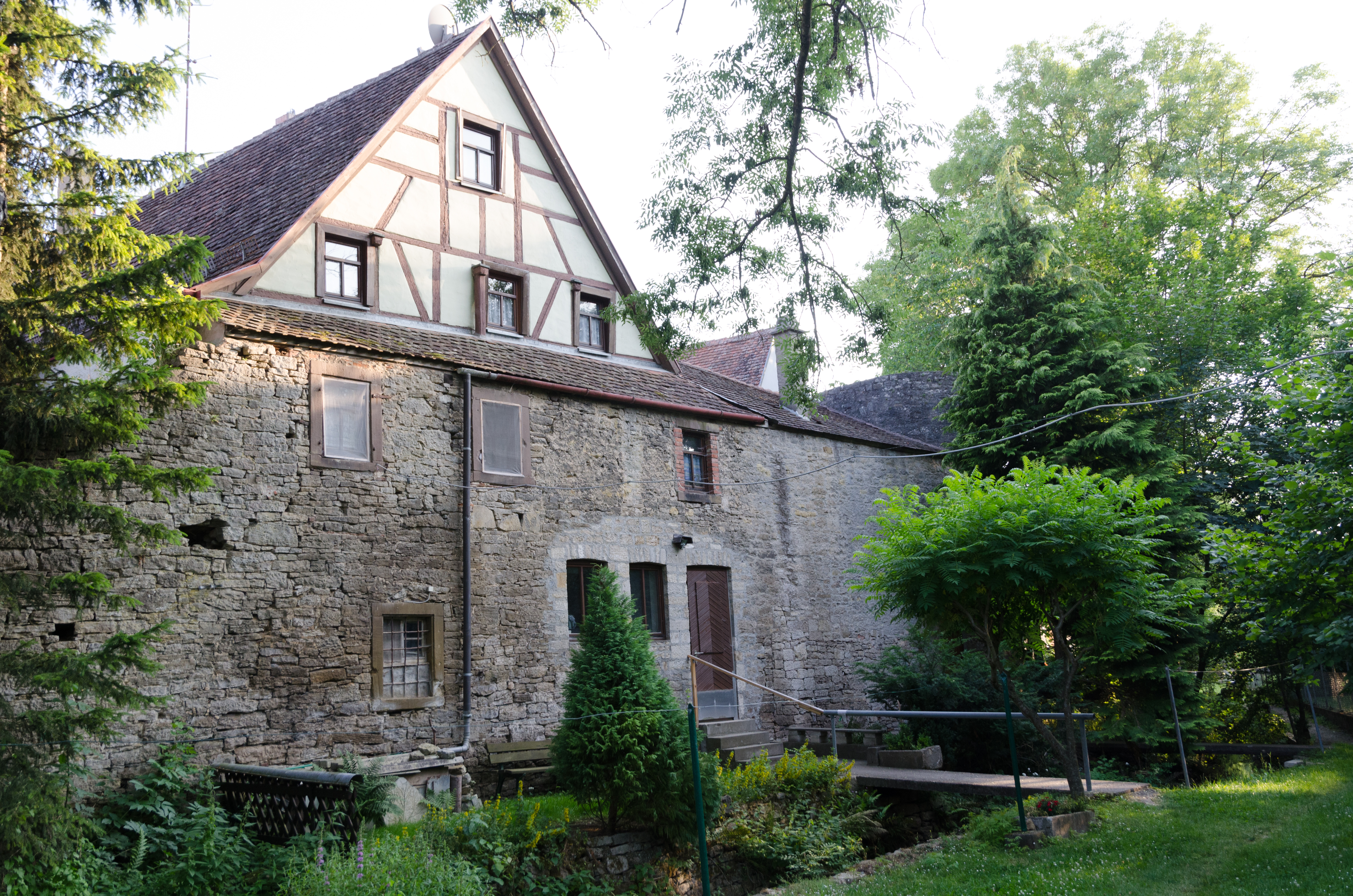
Stadtmauer, Nordseite von Mühlstraße 29
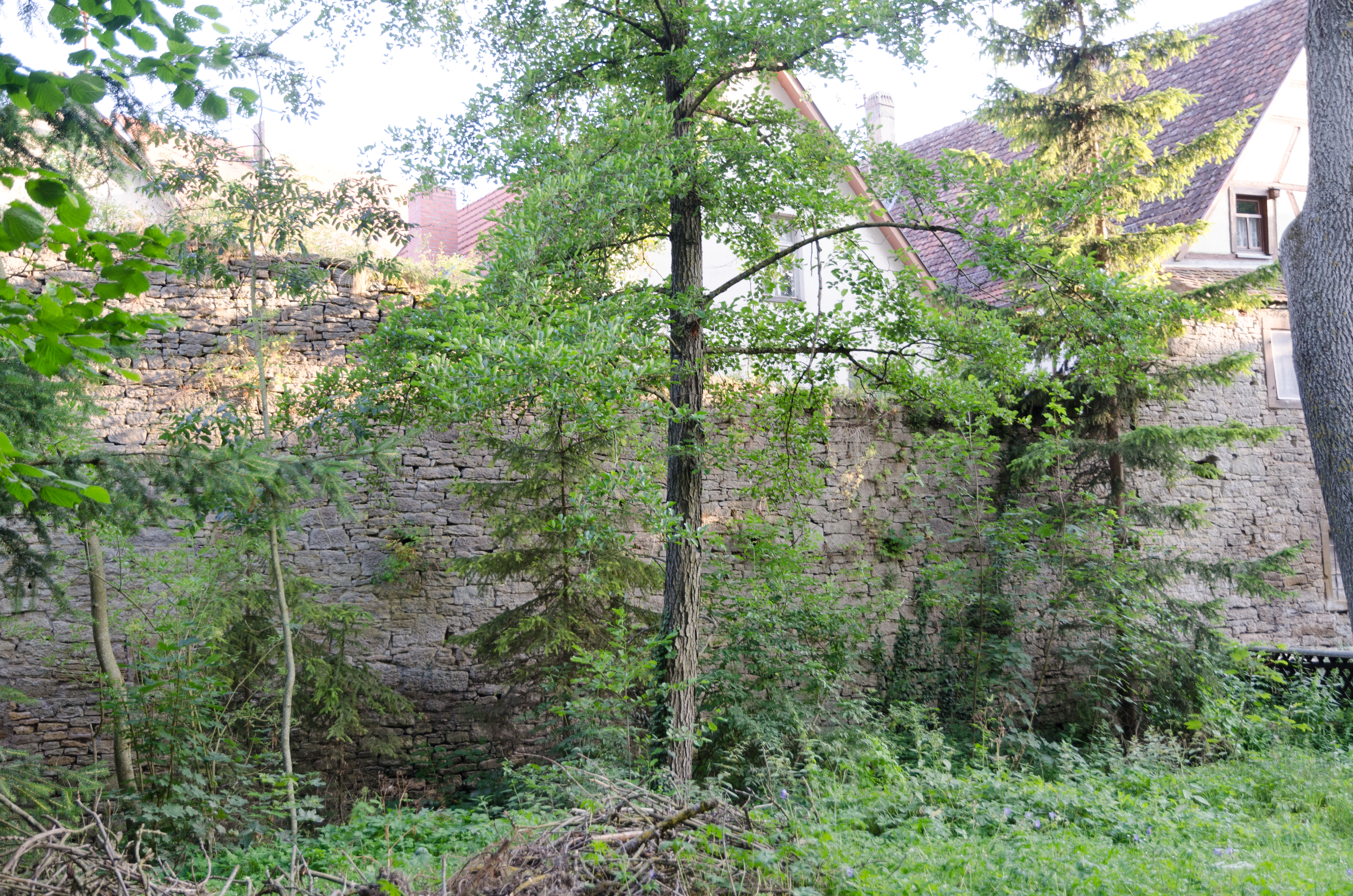
Stadtmauer, Nordseite von Mühlstraße 31
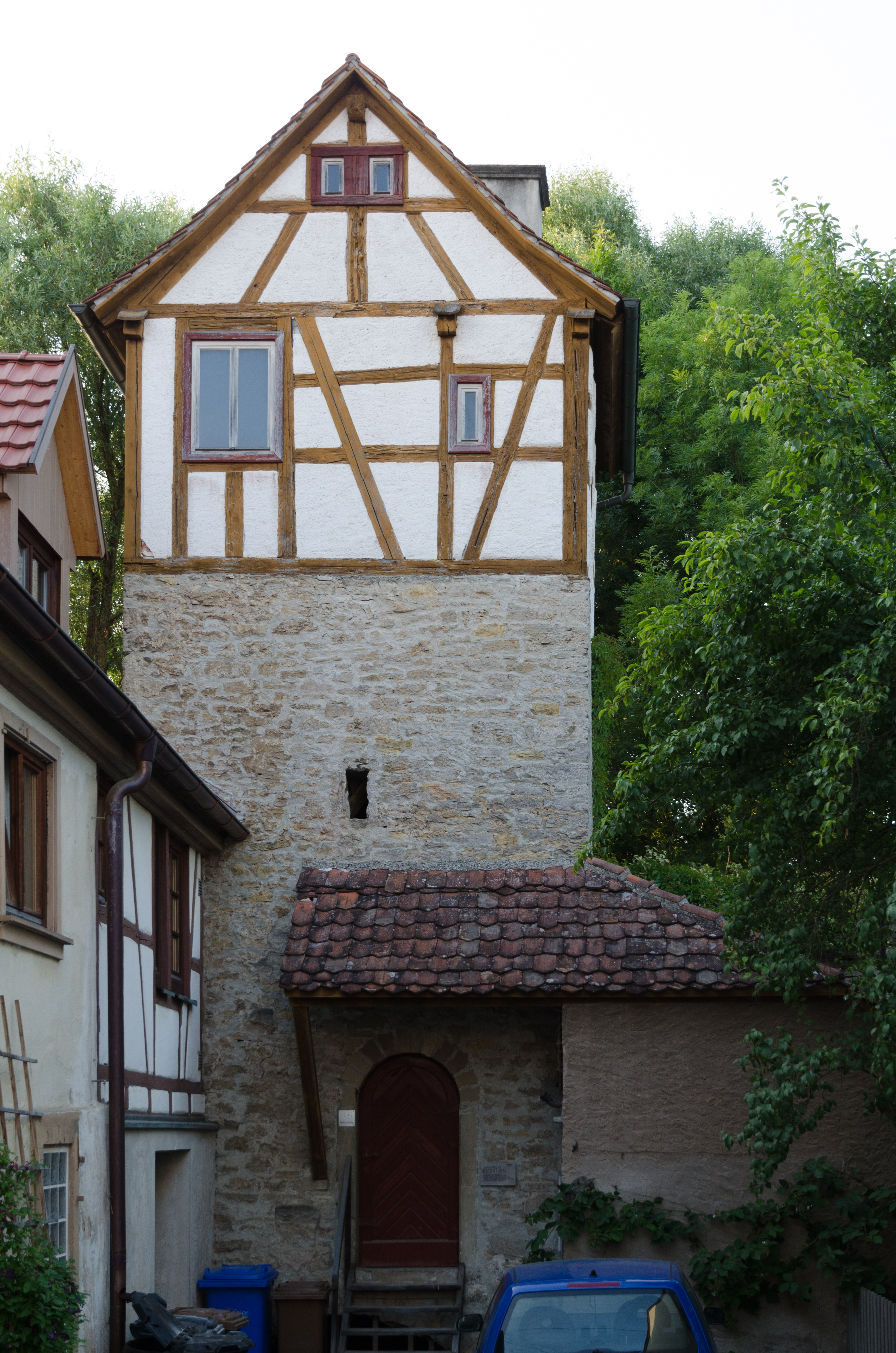
Hirtenturm, Mühlstraße 35 weitere Bilder
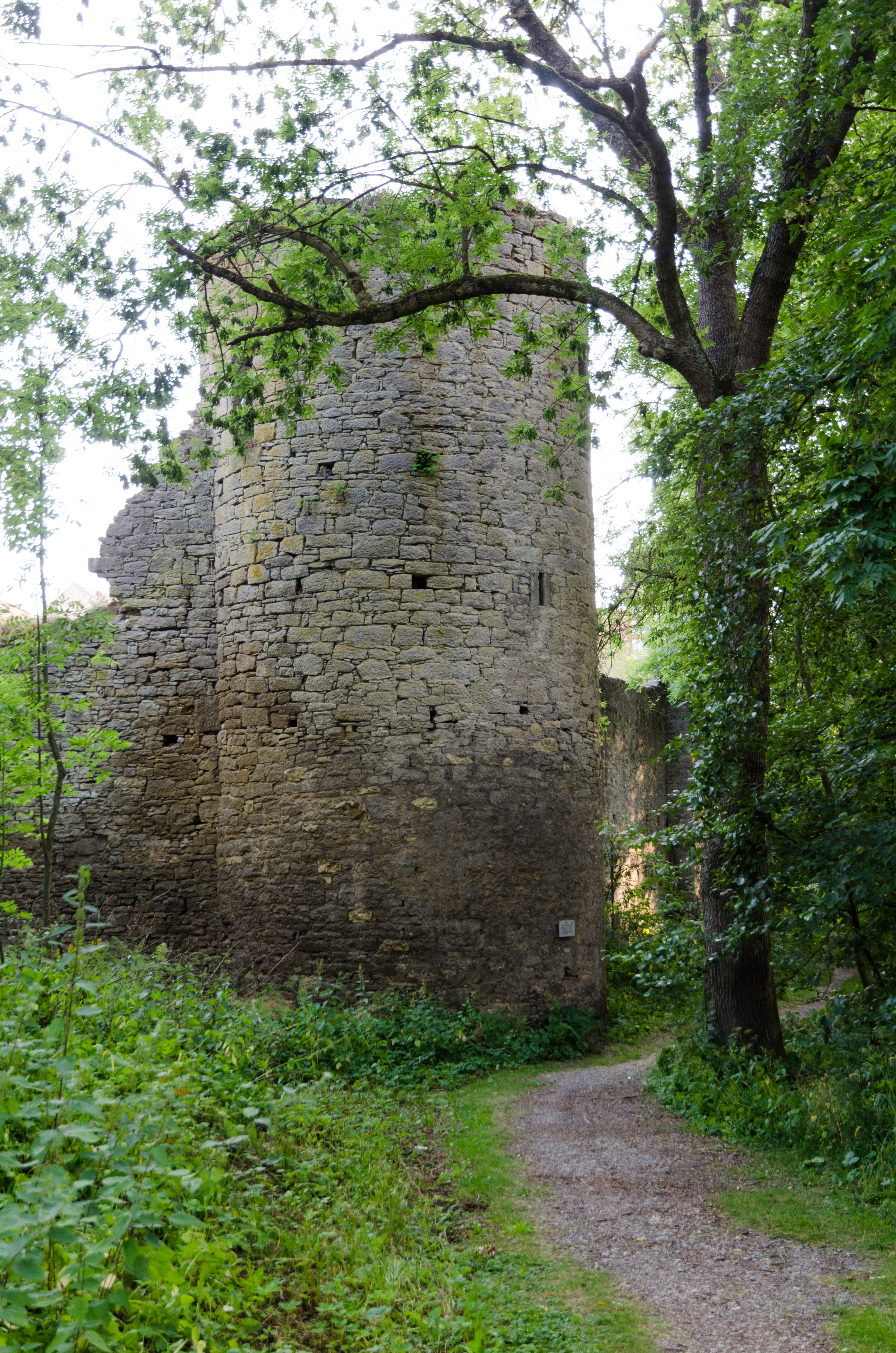
Rimbachturm weitere Bilder
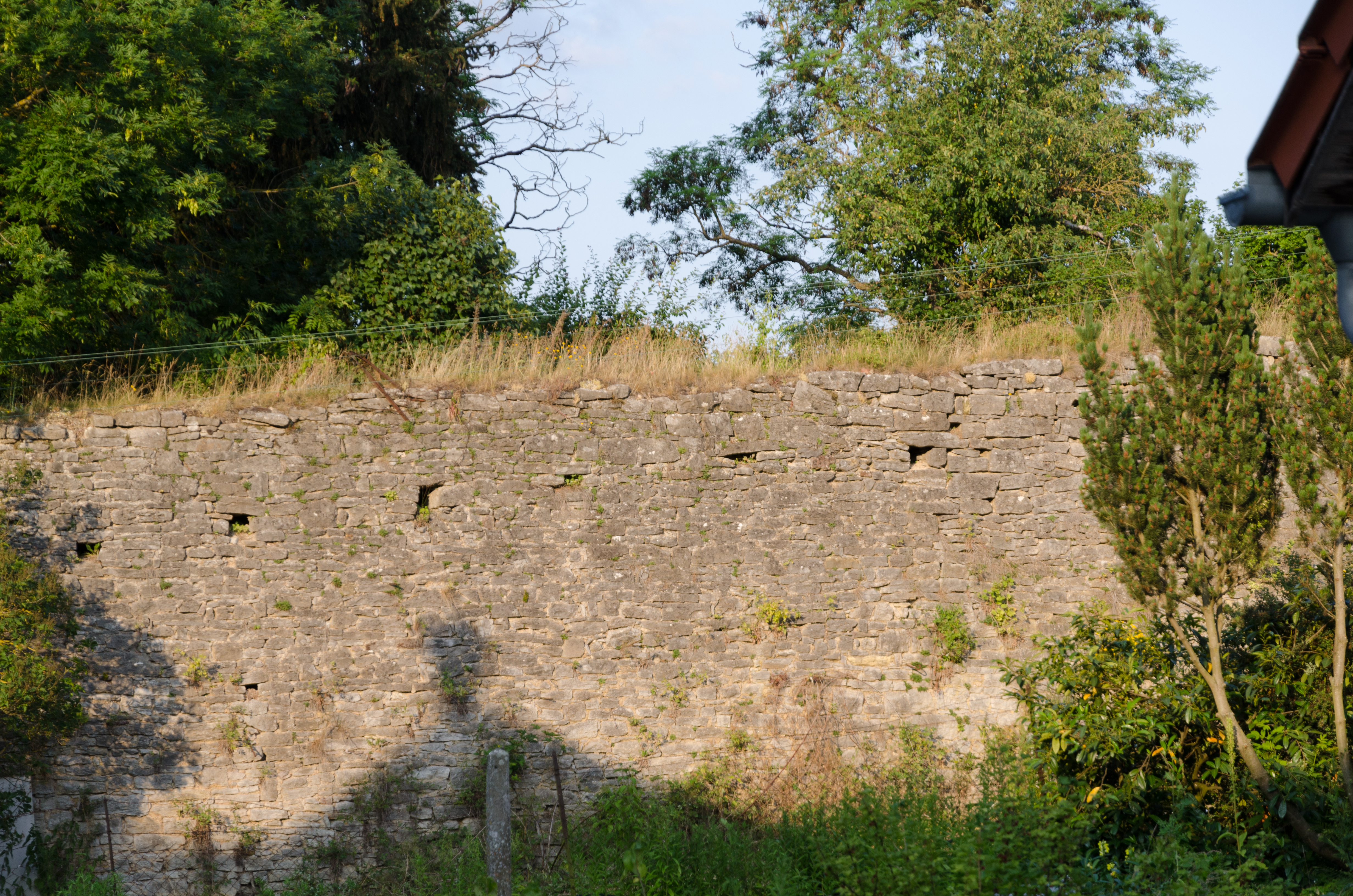
Stadtmauer, Harbachstraße 23
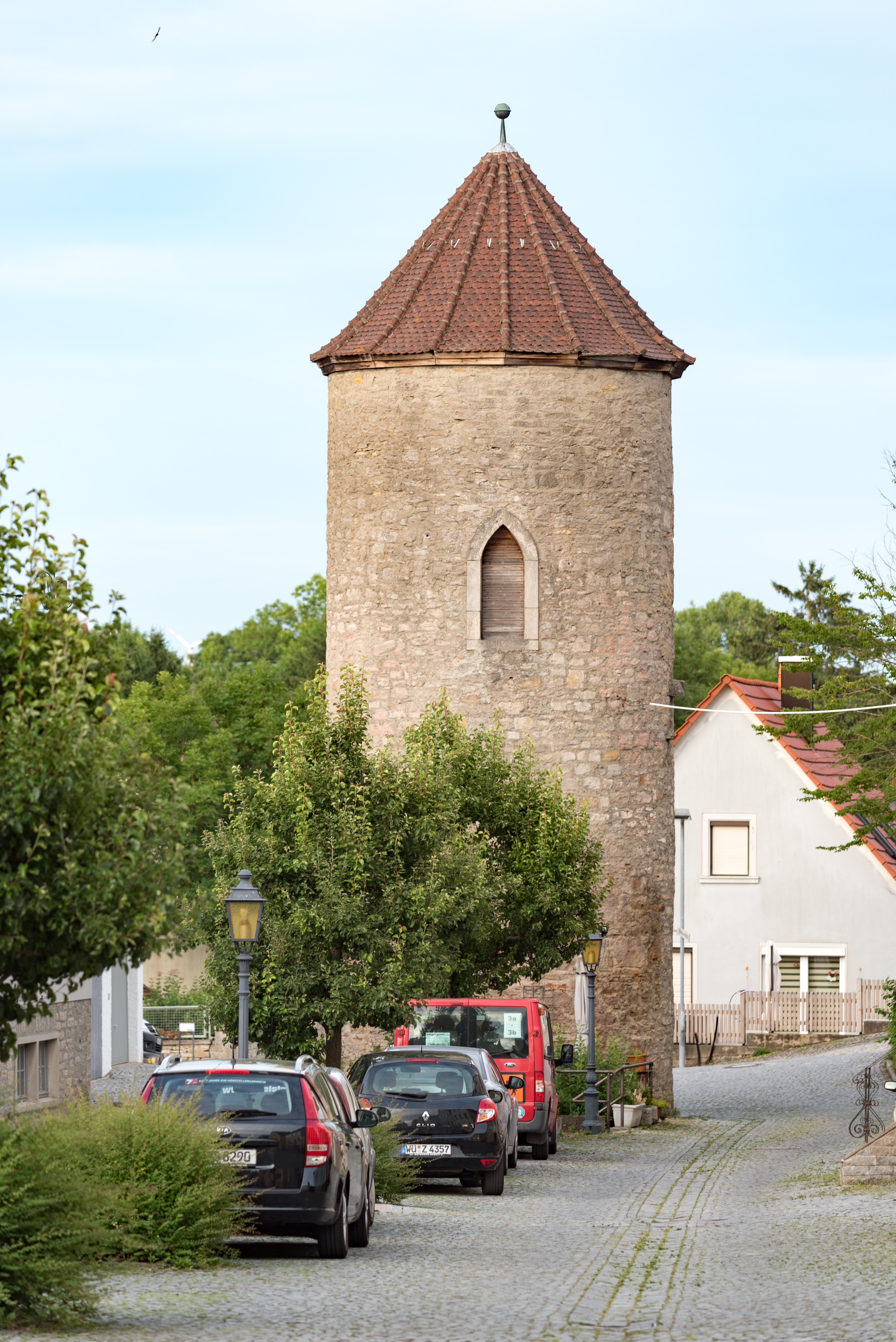
Geyerschlossturm weitere Bilder
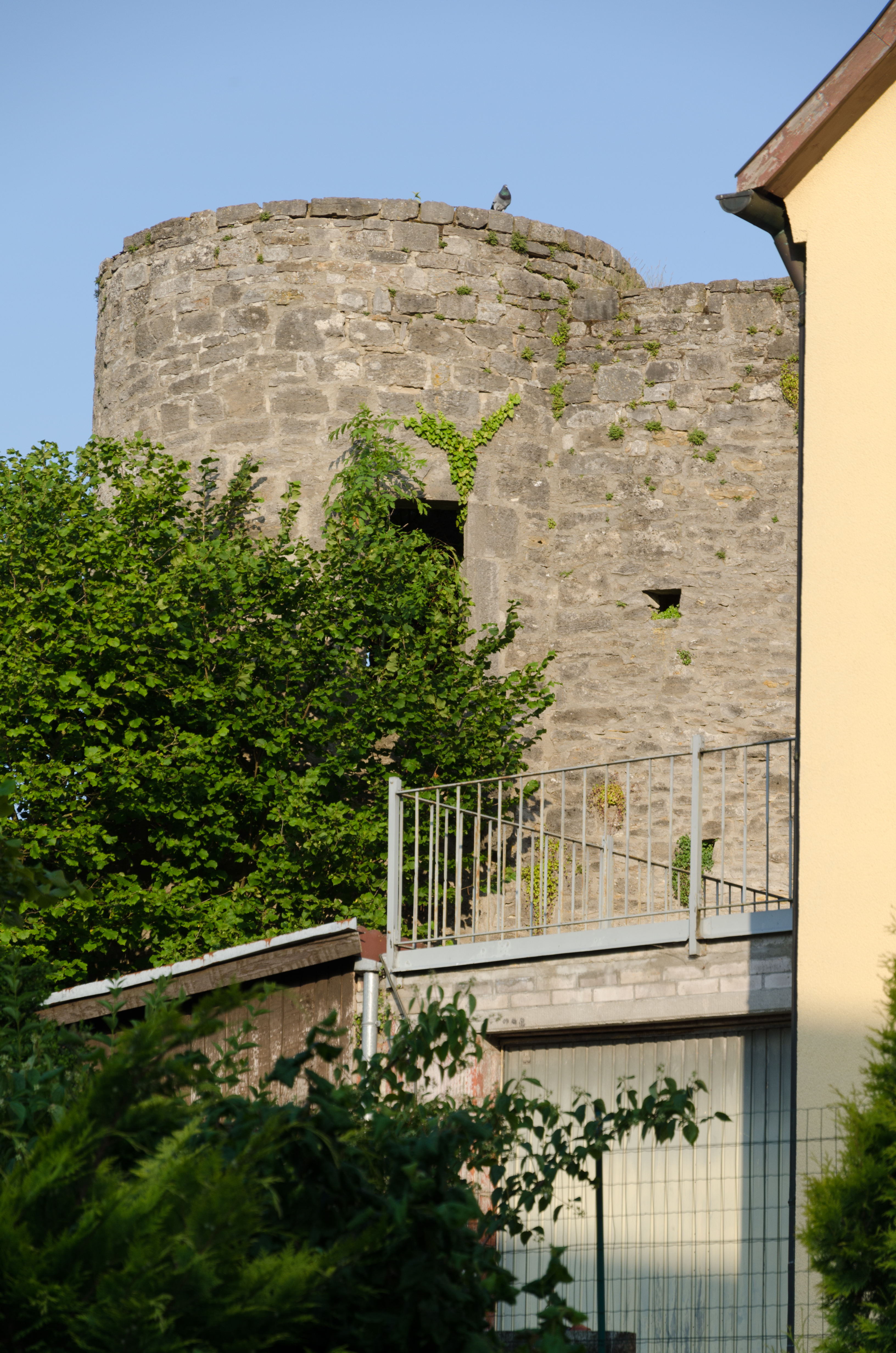
Stadtturm bei Hoffahrtgasse 12 weitere Bilder

| Lage                      | Objekt                                                 | Beschreibung | Akten-Nr.              | Bild           |
| ------------------------- | ------------------------------------------------------ | --- | ---------------------- | -------------- |
| Etzelstraße 19 (Standort) | Torturm, früher sogenannter Oberer Turm, bzw. Zentturm | Rechteckiger Massivbau aus Bruchstein mit Eckquaderung, um 1613 neu errichtet, ehemals mit barocker Laternenhaube, nach Teileinsturz 1841 mit Zinnenaufsatz und östlichem, zweigeschossigen Anbau mit Lisenengliederung und halbem Walmdach neu errichtet, 1852 | D-6-79-114-14 Wikidata | weitere Bilder |

- Stadtmauer, Etzelstraße 8, an der südlichen Grundstücksgrenze (Lage)
- Stadtmauer, Johannes-Böhm-Straße 3, 5, an der südlichen Grundstücksgrenze (Lage)
- Halbschalenturm, Johannes-Böhm-Straße 7, an der südlichen Grundstücksgrenze (Lage)
- Stadtmauer, Hauptstraße 1, in Schlossanlage integriert (Lage)
- Stadtturm, Rundturm (Lage)
- Stadtturm, Halbrundturm, mit dem ehemaligen Schloss verbaut, verputztes Bruchsteinmauerwerk (Lage)
- Stadtmauer, Hauptstraße 3, 7, 9, 11, an der westlichen Grundstücksgrenze (Lage)
- Reste eines Schalenturms, Nähe Judengasse (Lage)
- Stadtmauer, westlicher Mauerzug Nähe Neutorgasse (Lage)
- Stadtturm, Rundturm, nordwestlicher Wachturm (Lage)
- Stadtmauer, Hauptstraße 31 (Lage)

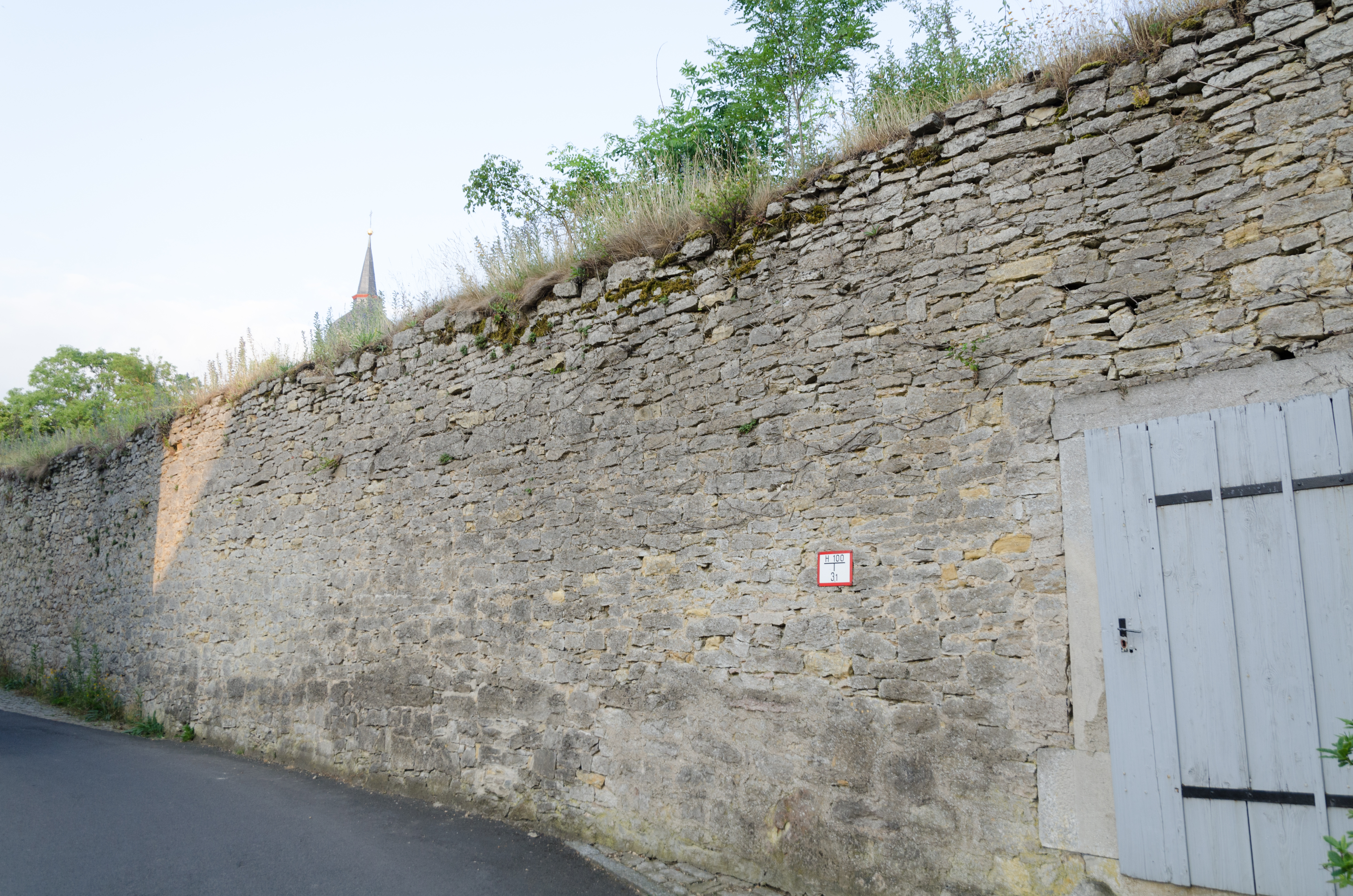
Stadtmauer bei Johannes-Böhm-Straße 2
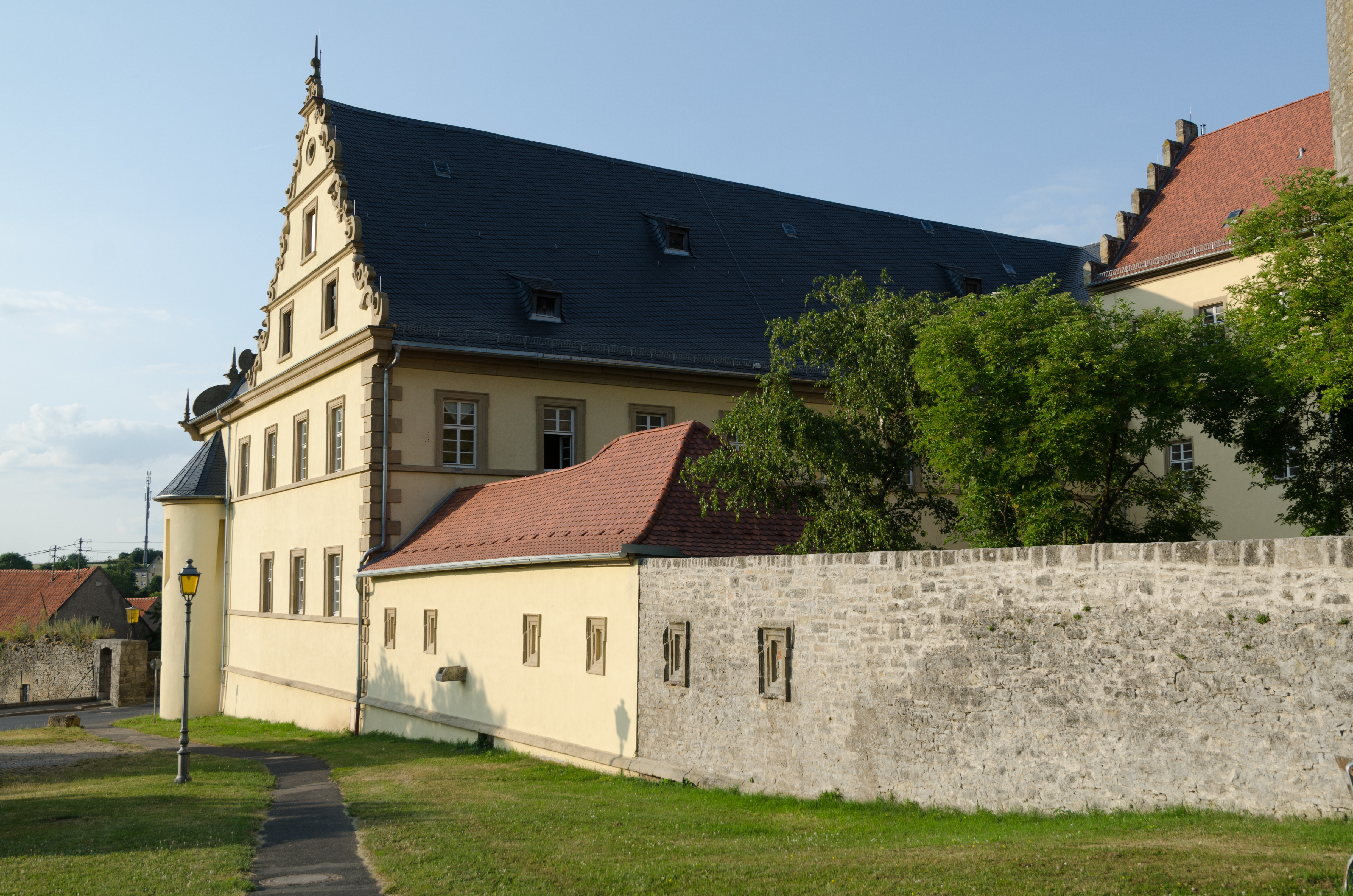
Stadtmauer am Schloss
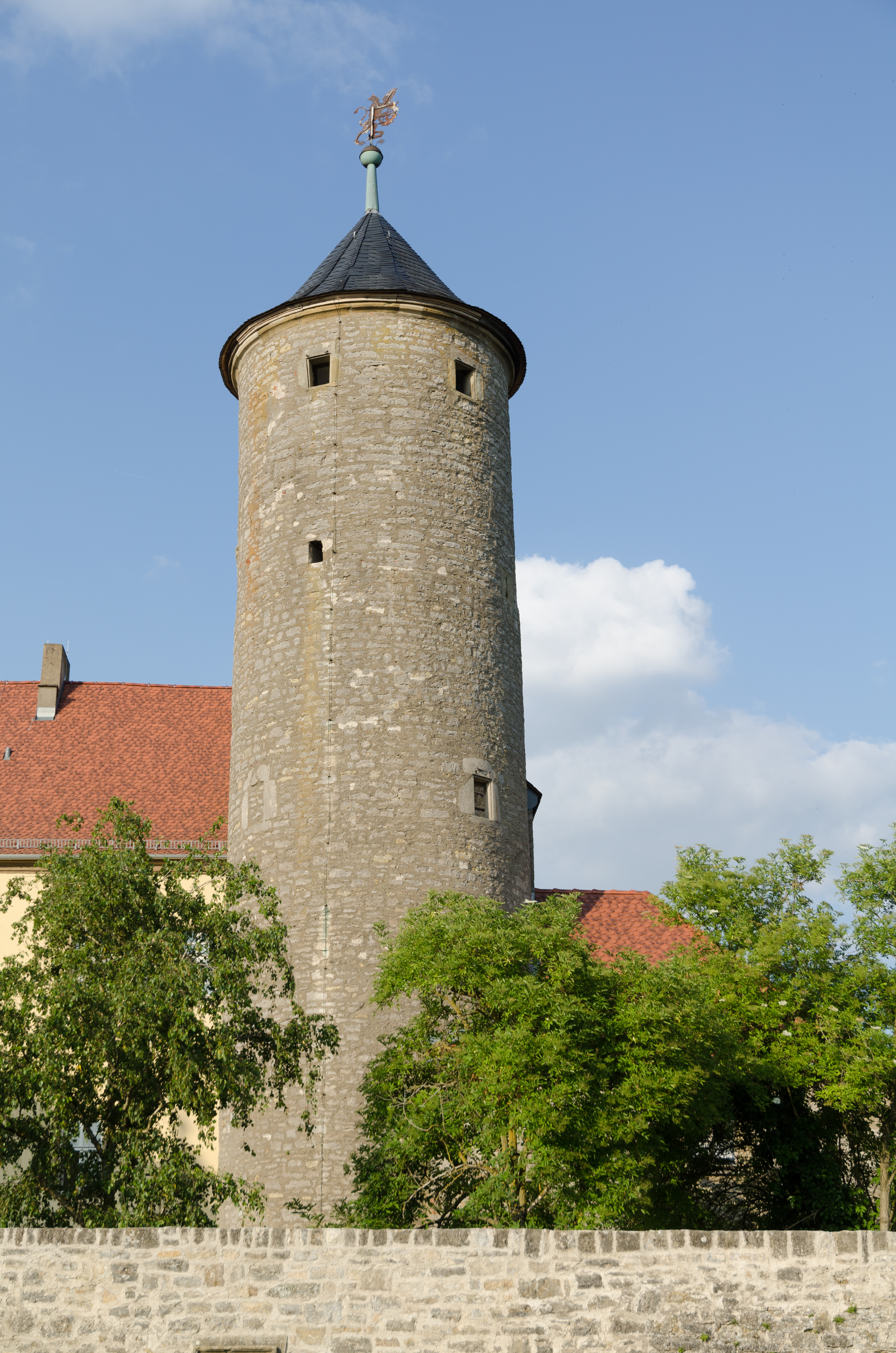
Rundturm am Schloss
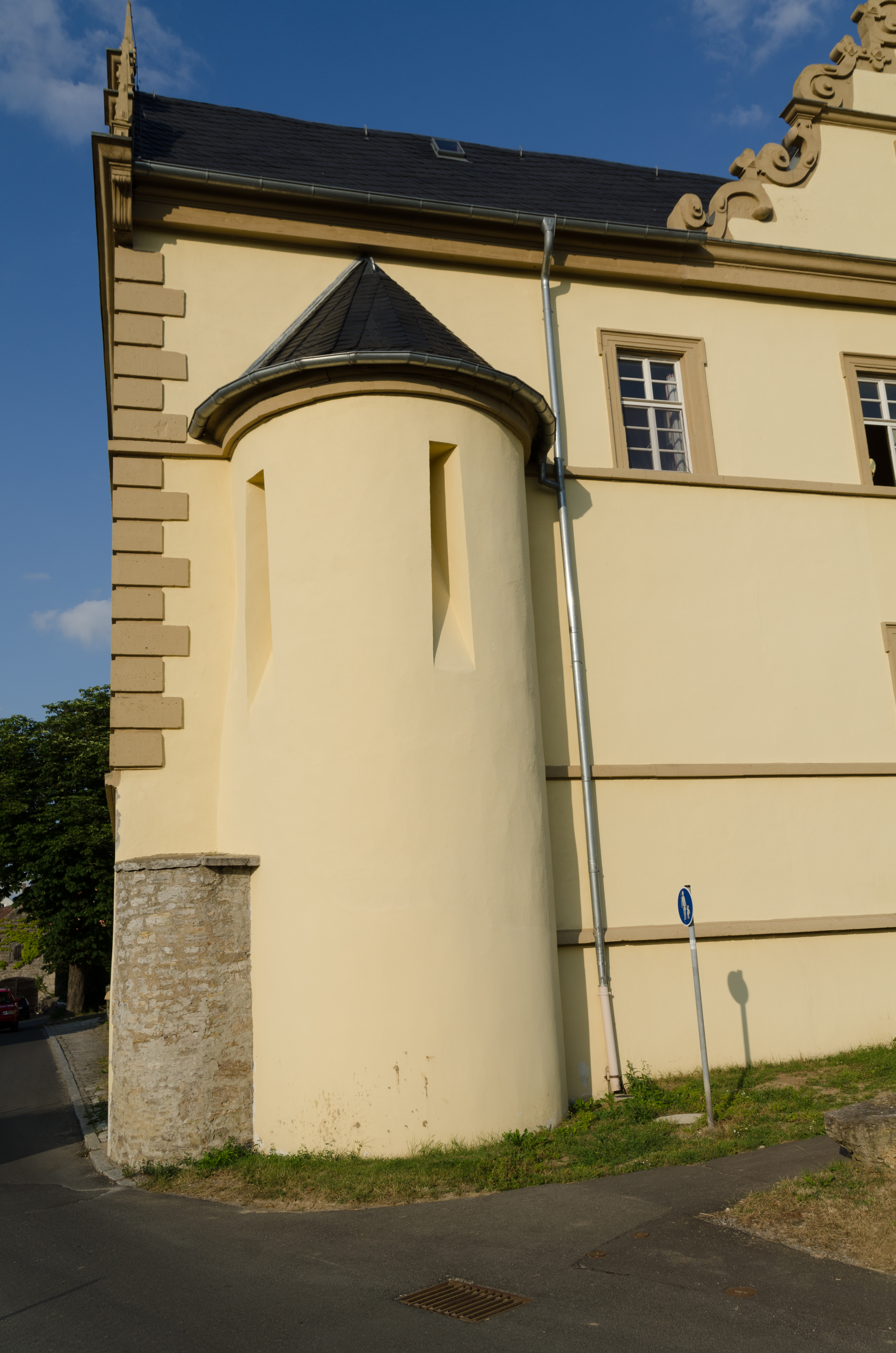
Halbrundturm am Schloss weitere Bilder
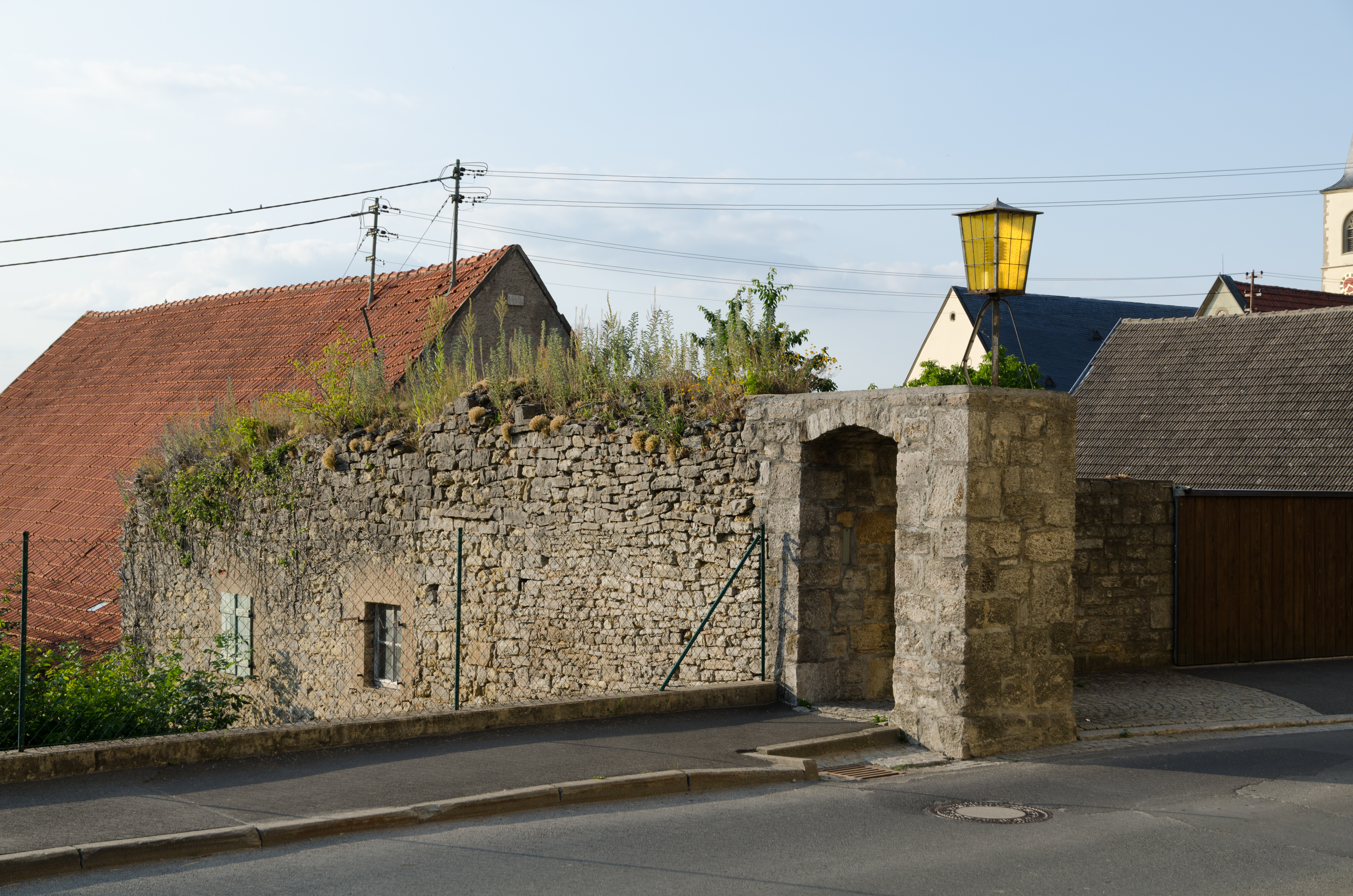
Stadtmauer bei Hauptstraße 3
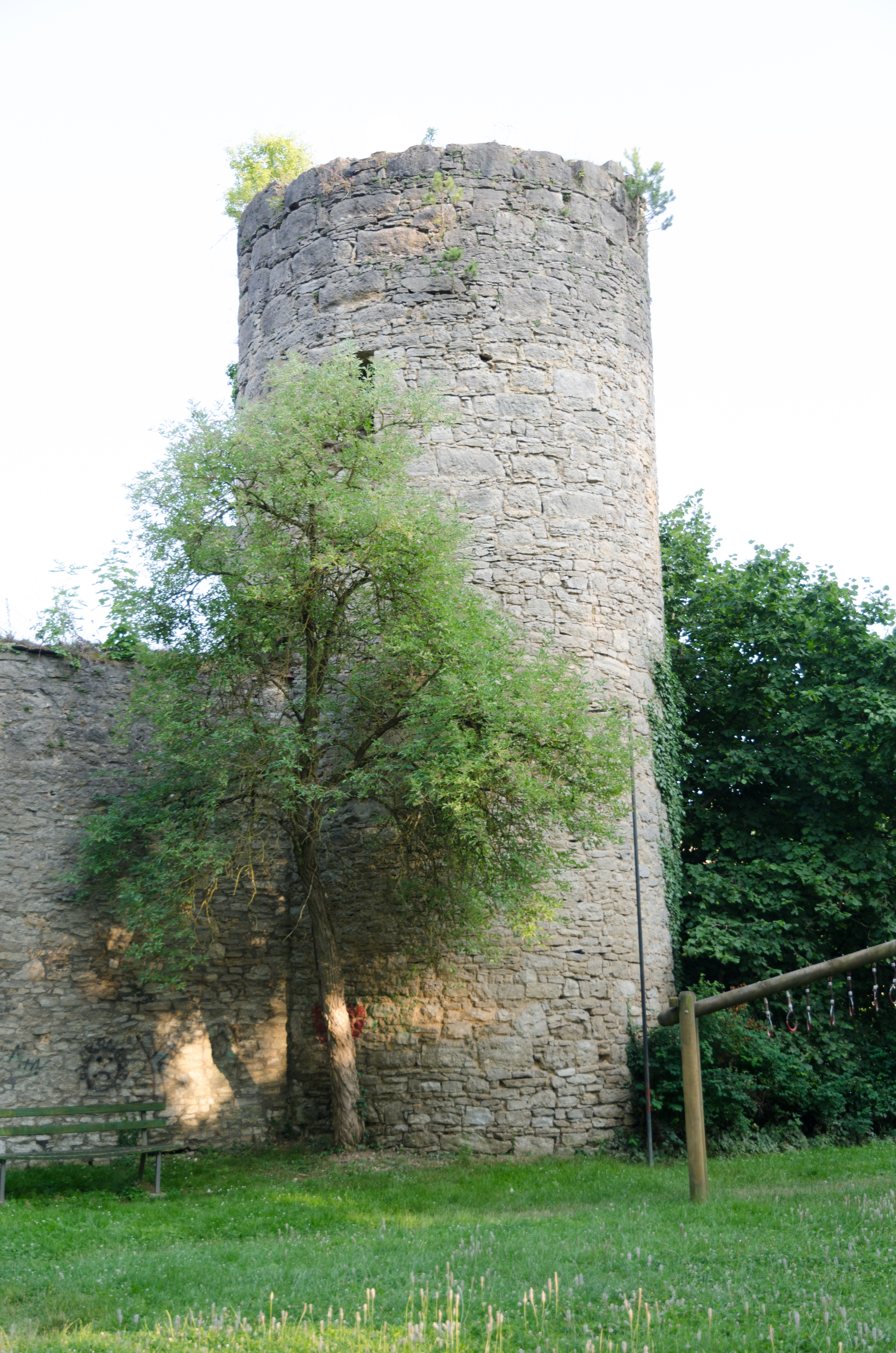
Nordwestlicher Rundturm weitere Bilder
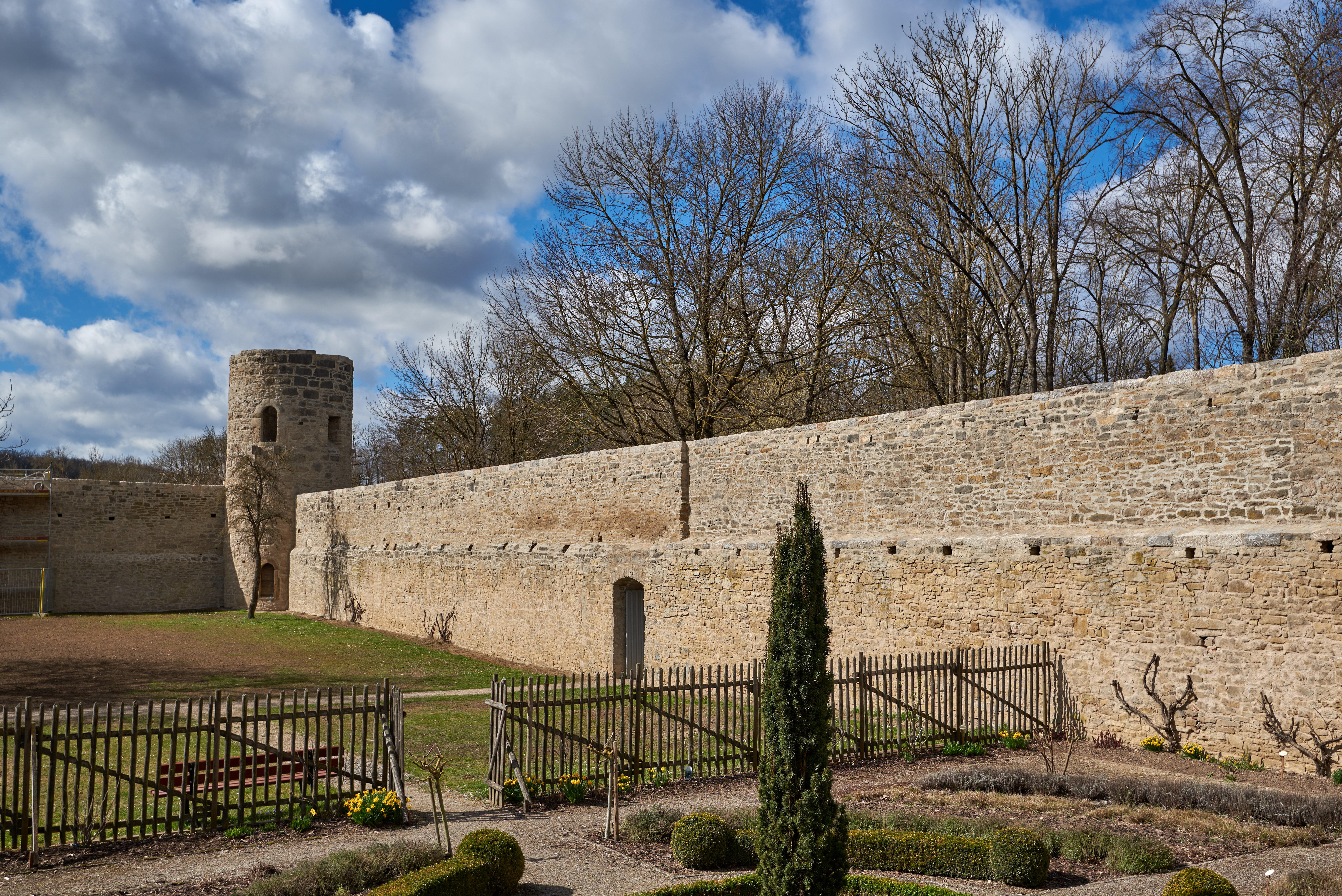
Stadtmauer Hauptstraße 31

## Baudenkmäler nach Ortsteilen

### Aub
| Lage                                                     | Objekt | Beschreibung | Akten-Nr.               | Bild           |
| -------------------------------------------------------- | --- | --- | ----------------------- | -------------- |
| Bahnhofstraße 1 (Standort)                               | Ehemaliges Zollhaus                                                                                       | Zweigeschossiger Schopfwalmdachbau mit Fachwerkobergeschoss, Nordseite mit brandenburgischem Wappen, 17. Jahrhundert | D-6-79-114-3 Wikidata   | weitere Bilder |
| Bahnhofstraße 2 (Standort)                               | Gasthof, sogenannter Weißer Schwan                                                                        | Zweigeschossiger Massivbau mit Mansardwalmdach und geohrten Fenstergewänden, 18. Jahrhundert | D-6-79-114-4 Wikidata   | weitere Bilder |
| Bahnhofstraße 12 (Standort)                              | Bildstock                                                                                                 | Rechteckiger Aufsatz mit Giebeldreieck und Kreuzbekrönung, sowie Relief mit der Flucht nach Ägypten, auf kurzem Postament, Sandstein, 19. Jahrhundert | D-6-79-114-5 Wikidata   | weitere Bilder |
| Etzelstraße 1 (Standort)                                 | Wohngebäude                                                                                               | Zweigeschossiger, verputzter Massivbau mit Walmdach in Ecklage, mit profilierten Fenstergewänden, 18. Jahrhundert | D-6-79-114-6 Wikidata   | weitere Bilder |
| Etzelstraße 2 (Standort)                                 | Wohngebäude                                                                                               | Zweigeschossiger, verputzter Satteldachbau mit Fachwerkobergeschoss, 17. Jahrhundert | D-6-79-114-7            | BW             |
| Etzelstraße 3 (Standort)                                 | Wohngebäude                                                                                               | Zweigeschossiger, verputzter Walmdachbau mit Fachwerkobergeschoss, 18. Jahrhundert | D-6-79-114-8 Wikidata   | weitere Bilder |
| Etzelstraße 4 (Standort)                                 | Wohngebäude                                                                                               | Dreigeschossiger, verputzter Satteldachbau mit Fachwerkobergeschossen, 17. Jahrhundert | D-6-79-114-9 Wikidata   | BW             |
| Etzelstraße 8 (Standort)                                 | Wohngebäude                                                                                               | Zweigeschossiger Hausteinmauerwerksbau mit Krüppelwalmdach, Kalkstein, Mitte 19. Jahrhundert | D-6-79-114-10           | weitere Bilder |
| Etzelstraße 11 (Standort)                                | Wohngebäude                                                                                               | Zweigeschossiger, traufständiger Satteldachbau mit verputztem, auskragenden Fachwerkobergeschoss, 17. Jahrhundert | D-6-79-114-11 Wikidata  | weitere Bilder |
| Etzelstraße 13 (Standort)                                | Wohngebäude                                                                                               | Zweigeschossiger, traufständiger Satteldachbau, mit verputztem, auskragenden Fachwerkobergeschoss, 17. Jahrhundert | D-6-79-114-12 Wikidata  | weitere Bilder |
| Galgenberg, im Pfahlheimer Grund                         | Steinkreuz                                                                                                | nicht nachqualifiziert, im Bayerischen Denkmal-Atlas nicht kartiert | D-6-79-114-79           | BW             |
| Gelchsheimer Weg (Standort)                              | Bildstock                                                                                                 | Reliefaufsatz mit Kreuzbekrönung und Vierzehn-Nothelfer-Darstellung, Rückseite mit Muttergottes, auf Achtkantschaft über Postament, 19. Jahrhundert | D-6-79-114-80 Wikidata  | weitere Bilder |
| Nähe Gollach (Standort)                                  | St.-Nepomuk-Statue                                                                                        | Figur des heiligen Johannes Nepomuk, Sandstein, 18. Jahrhundert | D-6-79-114-35 Wikidata  | weitere Bilder |
| Harbachstraße 11 (Standort)                              | Wohngebäude                                                                                               | Zweigeschossiger Satteldachbau, Obergeschoss verputztes Fachwerk, Giebel fachwerksichtig, 17. Jahrhundert | D-6-79-114-15 Wikidata  | weitere Bilder |
| Harbachstraße 14, Hoffahrtgasse 14 (Standort)            | Wohngebäude                                                                                               | Giebelhaus mit Krüppelwalm, Obergeschoss verputztes Fachwerk, Anfang 19. Jahrhundert | D-6-79-114-17 Wikidata  | weitere Bilder |
| Harbachstraße 19 (Standort)                              | Wohngebäude                                                                                               | Zweigeschossiger Satteldachbau, mit Fachwerkobergeschoss und Hauswappen über der Tür, Eckpfosten bezeichnet „1619“ | D-6-79-114-19 Wikidata  | weitere Bilder |
| Hauptstraße 1 (Standort)                                 | Ehemalige Burg der Truchsesses zu Baldersheim, dann fürstbischöfliches Schloss und Amtshaus               | Ältester Teil des zentralen, dreigeschossigen Treppengiebelbaus mit Satteldach, 1456–1474, durch eine Schildmauer mit dem runden Bergfried, sogenannter Hexenturm, aus Bruchsteinmauerwerk verbunden, dieser vor 1430, die ehemalige Burg unter Julius Echter um den Nord- und Ostflügel erweitert, diese als zweigeschossige Massivbauten mit Schweifgiebeln der Renaissance, Nordflügel mit hohem Sockel, 1595–1626, südlich an den Bergfried angrenzend Reste des ehemaligen Amtbaus, zweigeschossiger Bruchsteinbau mit Walmdach, ab 1624; mit Ausstattung | D-6-79-114-22 Wikidata  | weitere Bilder |
| Hauptstraße 1, außerhalb der Stadtbefestigung (Standort) | Ummauerter Schlossgarten                                                                                  | Erstes Viertel 17. Jahrhundert | D-6-79-114-22 Wikidata  | weitere Bilder |
| Hauptstraße 2 a (Standort)                               | Hoftor des ehemaligen zum Schloss gehörigen Zehnthofs, sogenannter Viehhof                                | Rundbogentor mit leichter Profilierung, im Kern 17. Jahrhundert, modern überformt | D-6-79-114-24 Wikidata  | BW             |
| Hauptstraße 9 (Standort)                                 | Ehemaliger Amtssitz der Rosenberg, später des Deutschen Ritterordens, dann Gasthaus Goldener Löwe         | Zweigeschossiger, verputzter Massivbau mit Satteldach, bezeichnet „1568“, Gebäude nach Kriegsschäden weitgehend erneuert, 1948 | D-6-79-114-25 Wikidata  | weitere Bilder |
| Hauptstraße 9 (Standort)                                 | Pietàfigur                                                                                                | Wohl zweite Hälfte 18. Jahrhundert | D-6-79-114-25 Wikidata  | weitere Bilder |
| Hauptstraße 17 (Standort)                                | Wohngebäude                                                                                               | Dreigeschossiger, verputzter Satteldachbau mit Fachwerkobergeschoss, erstes Viertel 19. Jahrhundert | D-6-79-114-29 Wikidata  | weitere Bilder |
| Hauptstraße 19 (Standort)                                | Wohngebäude                                                                                               | Zweigeschossiger Satteldachbau mit Fachwerkobergeschoss, bezeichnet „1677“ | D-6-79-114-28 Wikidata  | weitere Bilder |
| Hauptstraße 21 (Standort)                                | Wohngebäude, im Kern ehemalige Synagoge                                                                   | Zweigeschossiger, verputzter Walmdachbau mit Fachwerkobergeschoss, im Kern vor 1745, Ende 18. Jahrhundert | D-6-79-114-30 Wikidata  | weitere Bilder |
| Hauptstraße 25 (Standort)                                | Wohngebäude                                                                                               | Zweigeschossiger, verputzter Satteldachbau mit Fachwerkobergeschoss, 17. Jahrhundert | D-6-79-114-32           | weitere Bilder |
| Hauptstraße 27 (Standort)                                | Ehemaliges Pfarrhaus des Spitals                                                                          | Zweigeschossiger, verputzter Satteldachbau mit profilierten Fensterrahmen, zweite Hälfte 19. Jahrhundert | D-6-79-114-33 Wikidata  | weitere Bilder |
| Hauptstraße 29 (Standort)                                | Ehemaliges Pförtnerhaus des Spitals                                                                       | Eingeschossiger Bruchsteinmauerwerksbau mit Satteldach und Sandsteingliederung, 1863/64 | D-6-79-114-154 Wikidata | weitere Bilder |
| Hauptstraße 31 (Standort)                                | Ehemaliges Spital Heiliger Geist                                                                          | Gründung von Gottfried II. von Hohenlohe-Brauneck, 1355, langgezogene Baugruppe wohl aus ehemals getrennten Gebäuden zusammengewachsen, westlich an die Kirche anschließendes Spitalgebäude, zweigeschossiger, massiver Satteldachbau über irregulärem Grundriss, mit zweigeschossigem Walmdachanbau, im Kern 14. Jahrhundert, unter Julius Echter tiefgreifend erneuert, bezeichnet „1595“; mit Ausstattung | D-6-79-114-34           | weitere Bilder |
| Hauptstraße 31 (Standort)                                | Ehemaliges Spital Heiliger Geist, ehemalige Scheune                                                       | Sandsteinquaderbau mit Satteldach, 16./17. Jahrhundert | D-6-79-114-34           | weitere Bilder |
| Hauptstraße 33 (Standort)                                | Spitalkirche                                                                                              | Gründung von Gottfried II. von Hohenlohe-Brauneck, 1355, langgezogene Baugruppe wohl aus ehemals getrennten Gebäuden zusammengewachsen, mit östlicher Spitalkirche Heiliger Geist, Saalbau mit eingezogenem Chor und Dachreiter, Chor im Kern mittelalterlich, tiefgreifender Langhaus Um- bzw. Neubau unter Julius Echter, um 1595–1604, erneuter Umbau 1862–1864 | D-6-79-114-34           | weitere Bilder |
| Johannes-Böhm-Straße 2 (Standort)                        | Wohngebäude                                                                                               | Zweigeschossiger Massivbau aus Kalkbruchstein mit Hausteingliederung und Schopfwalm, in Ecklage, Mitte 19. Jahrhundert | D-6-79-114-39 Wikidata  | weitere Bilder |
| Johannes-Böhm-Straße 7 (Standort)                        | Ehemaliges Zehnthaus, heute Wohnhaus                                                                      | Zweigeschossiger, verputzter Satteldachbau mit Fachwerkobergeschoss, 17. Jahrhundert | D-6-79-114-41           | BW             |
| Kirchplatz 2 (Standort)                                  | Katholische Stadtpfarrkirche Mariä Himmelfahrt, bis 1464 Benediktinerprobstei von St. Burkard in Würzburg | Dreischiffige Hallenkirche mit westlichem Vorbau, eingezogenem Chor und Chorflankenturm mit Pyramidendach, der Westbau um 1275–1280, das Übrige 1615, Langhaus zunächst 1752 einschiffig umgestaltet, nach Kriegszerstörung 1951 als dreischiffige Halle erneuert; mit Ausstattung | D-6-79-114-42 Wikidata  | weitere Bilder |
| Kirchsteige 1 (Standort)                                 | Wohngebäude                                                                                               | Zweigeschossiger, traufständiger Satteldachbau mit Fachwerkobergeschoss, bezeichnet „1597“ | D-6-79-114-43 Wikidata  | weitere Bilder |
| Kirchsteige 2 (Standort)                                 | Pfarrhaus                                                                                                 | L-förmiger, zweigeschossiger Massivbau mit Satteldächern, Nordflügel über hohem Sockel, Mitte 17. Jahrhundert | D-6-79-114-44 Wikidata  | weitere Bilder |
| Kirchsteige 2 (Standort)                                 | Garteneinfriedung mit Hoftor                                                                              | Bruchsteinmauerwerk, bezeichnet „1665“ | D-6-79-114-44 Wikidata  | weitere Bilder |
| Kirchsteige 3 (Standort)                                 | Ehemaliges Zollhaus, dann Lateinschule, heute Wohngebäude                                                 | Zweigeschossiger Krüppelwalmdachbau mit Fachwerkobergeschoss, 18. Jahrhundert | D-6-79-114-26 Wikidata  | weitere Bilder |
| Marktplatz (Standort)                                    | Marktbrunnen                                                                                              | Achteckiges, profiliertes Brunnenbecken mit mittiger Brunnensäule mit Kugelbekrönung, Sandstein, 1737 | D-6-79-114-59 Wikidata  | weitere Bilder |
| Marktplatz (Standort)                                    | Mariensäule                                                                                               | Figur der Muttergottes mit Jesukind (Kopie), auf Pfeiler über Tischsockel, Originalskulptur im Rathaus, Sandstein, von Leopold Kurzhammer, 1732 | D-6-79-114-60 Wikidata  | weitere Bilder |
| Marktplatz 1 (Standort)                                  | Rathaus                                                                                                   | Dreigeschossiger Massivbau mit Fachwerkobergeschoss und erneuerter Freitreppe, östlicher Teil zweigeschossig mit Fachwerkgiebel, mit Satteldächern und westlichem Dachreiter mit Glockendach, im Kern spätgotisch, 1482–1489, vor 1671 aufgestockt und weitreichend erneuert, weitere Veränderungen, 19. Jahrhundert | D-6-79-114-45 Wikidata  | weitere Bilder |
| Marktplatz 2 (Standort)                                  | Gasthaus Weißes Roß                                                                                       | Zweigeschossiger, verputzter Halbwalmdachbau, mit schmiedeeisernem Wirtshausausleger, zweites Viertel 19. Jahrhundert | D-6-79-114-46 Wikidata  | weitere Bilder |
| Marktplatz 3 (Standort)                                  | Gasthaus Zum Hirschen                                                                                     | Zweigeschossiger, verputzter Krüppelwalmdachbau mit Fachwerkobergeschoss, Ende 18. Jahrhundert | D-6-79-114-47 Wikidata  | weitere Bilder |
| Marktplatz 5 (Standort)                                  | Wohngebäude                                                                                               | Zweigeschossiger, verputzter Satteldachbau, Obergeschoss mit geohrten Fensterrahmungen, im Kern 18. Jahrhundert | D-6-79-114-48 Wikidata  | weitere Bilder |
| Marktplatz 6 (Standort)                                  | Gasthof Goldenes Lamm                                                                                     | Zweigeschossiger, verputzter Mansardwalmdachbau, Torbogen bezeichnet „1493“, im Kern 17. Jahrhundert, um 1800 überformt, ehemaliges steiles Giebeldach im 20. Jahrhundert durch Mansardwalmdach ersetzt | D-6-79-114-49 Wikidata  | weitere Bilder |
| Marktplatz 8 (Standort)                                  | Ehemaliges Wohngebäude, seit dem 18. Jahrhundert Apotheke, sogenannte Schwanenapotheke                    | Zweigeschossiger, giebelständiger Satteldachbau mit Fachwerkobergeschoss, bezeichnet „1568“ | D-6-79-114-50 Wikidata  | weitere Bilder |
| Marktplatz 11 (Standort)                                 | Wohngebäude                                                                                               | Zweigeschossiger Satteldachbau mit Fachwerkobergeschoss, mit Wappenstein der Truchsesse von Baldersheim des Vorgängerbaus, dieses bezeichnet „1569“, 16./17. Jahrhundert | D-6-79-114-51 Wikidata  | weitere Bilder |
| Marktplatz 12 (Standort)                                 | Wohngebäude                                                                                               | Zweigeschossiger Halbwalmdachbau mit Fachwerkobergeschoss, mit Rosenberger-Wappen, bezeichnet „1568“ | D-6-79-114-52 Wikidata  | weitere Bilder |
| Marktplatz 15 (Standort)                                 | Wohngebäude                                                                                               | Zweigeschossiger, verputzter Satteldachbau, Obergeschoss mit geohrten Fensterrahmungen, Hausmadonna des 17. Jahrhunderts, diese erst 1948 angebracht, sowie Wappenstein bezeichnet „17..“, erste Hälfte 18. Jahrhundert | D-6-79-114-53 Wikidata  | weitere Bilder |
| Marktplatz 18 (Standort)                                 | Wohngebäude                                                                                               | Zweigeschossiger, giebelständiger Satteldachbau mit Fachwerkobergeschoss, 18. Jahrhundert | D-6-79-114-54 Wikidata  | weitere Bilder |
| Marktplatz 19 (Standort)                                 | Wohngebäude                                                                                               | Zweigeschossiger Massivbau, wohl Fachwerkobergeschoss, mit Satteldach und reichem Volutengiebel sowie mit profiliertem Portal mit Wappenstein, Renaissance, bezeichnet „1616“, im Kern 15. Jahrhundert | D-6-79-114-55 Wikidata  | weitere Bilder |
| Marktplatz 20 (Standort)                                 | Wohngebäude                                                                                               | Zweigeschossiger, giebelständiger Satteldachbau mit Fachwerkobergeschoss, 18. Jahrhundert | D-6-79-114-56           | weitere Bilder |
| Marktplatz 22 (Standort)                                 | Wohnhaus                                                                                                  | Zweigeschossiger, giebelständiger Satteldachbau mit westlichem, traufständigen Anbau, mit Fachwerkobergeschossen, sowie geohrten Fensterrahmungen, 18. Jahrhundert | D-6-79-114-57 Wikidata  | weitere Bilder |
| Marktplatz 25 (Standort)                                 | Wohngebäude                                                                                               | Zweigeschossiger Kalkbruchsteinbau mit Satteldach und Sandsteingliederung, mit Freitreppe, Mitte 19. Jahrhundert | D-6-79-114-58 Wikidata  | weitere Bilder |
| Mühlstraße 16 (Standort)                                 | Wohngebäude                                                                                               | Zweigeschossiger Walmdachbau in Ecklage, mit Fachwerkobergeschoss und profilierten Sandsteingewänden im Erdgeschoss, sowie mit Wappen des Fürstbischofs Johann Philipp von Greiffenclau zu Vollrath, bezeichnet „1581“, Erdgeschoss im 18. Jahrhundert überformt | D-6-79-114-62 Wikidata  | weitere Bilder |
| Mühlstraße 19 (Standort)                                 | Wohngebäude                                                                                               | Zweigeschossiger Satteldachbau mit verputztem Fachwerkobergeschoss, Giebel fachwerksichtig, 17./18. Jahrhundert | D-6-79-114-64           | weitere Bilder |
| Mühlstraße 33 (Standort)                                 | Wohngebäude                                                                                               | Zweigeschossiger, verputzter Halbwalmdachbau mit Fachwerkobergeschoss, Anfang 19. Jahrhundert, nördlicher Teil nach 1826 verändert | D-6-79-114-66 Wikidata  | weitere Bilder |
| Neuertgasse 10 (Standort)                                | Wohngebäude                                                                                               | Zweigeschossiger, verputzter Frackdachbau mit Halbwalmen und Fachwerkobergeschoss, 17./18. Jahrhundert | D-6-79-114-67 Wikidata  | weitere Bilder |
| Neuertgasse 12 (Standort)                                | Ehemalige Synagoge, jetzt Wohnhaus                                                                        | Zweigeschossiger, verputzter Satteldachbau mit Fachwerkobergeschoss, 1744, 1938 beschädigt, danach Umbau zu Wohnhaus | D-6-79-114-141 Wikidata | weitere Bilder |
| Ochsenfurter Straße 1 (Standort)                         | Wohngebäude                                                                                               | Zweigeschossiger Massivbau aus Kalkbruchstein mit Walmdach und Freitreppe, Mitte 19. Jahrhundert | D-6-79-114-68 Wikidata  | weitere Bilder |
| Ochsenfurter Straße 1 (Standort)                         | Bildstock                                                                                                 | Abguss, Reliefaufsatz mit Kreuzigungsgruppe und Stifterfamilie, auf Pfeiler über Postament, Gussstein, bezeichnet „1628“, 20. Jahrhundert | D-6-79-114-69 Wikidata  | weitere Bilder |
| Ochsenfurter Straße 14 (Standort)                        | Bildstock                                                                                                 | Abguss eines nicht mehr erhaltenen Bildstocks von 1727, Reliefaufsatz mit Darstellung einer Himmelfahrt Mariens, auf Pfeiler, 20. Jahrhundert | D-6-79-114-70 Wikidata  | weitere Bilder |
| Nähe Uffenheimer Straße (Standort)                       | Kriegerdenkmal für die Gefallenen von 1870/71                                                             | Tuffsteinpylon mit Eisernes-Kreuz-Relief und Helmaufsatz, um 1900 | D-6-79-114-73 Wikidata  | weitere Bilder |
| Uffenheimer Straße (Standort)                            | Bildstock                                                                                                 | Reliefaufsatz mit Kreuzigungsgruppe und Kreuzbekrönung, darunter Inschriftenblock, auf Pfeiler über erneuertem Sockel, bezeichnet „1616“ | D-6-79-114-74 Wikidata  | weitere Bilder |
| Uffenheimer Straße 2 (Standort)                          | Friedhof                                                                                                  | Ummauerte Anlage im nördlichen Kernbereich um 1805, mit südlicher Friedhofserweiterung, zweite Hälfte des 19. Jahrhunderts, mit erhaltenen Grabdenkmälern des späten 19. und frühen 20. Jahrhunderts | D-6-79-114-72 Wikidata  | weitere Bilder |
| Uffenheimer Straße 2 (Standort)                          | Friedhofskreuz                                                                                            | Kruzifix auf Postament, Kreuz und Sockel erneuert, Sandstein, 18. Jahrhundert | D-6-79-114-72 Wikidata  | weitere Bilder |
| Uffenheimer Straße 2 (Standort)                          | Friedhofskapelle                                                                                          | Kleiner Saalbau mit Satteldach und Glockendachreiter, spätes 19. Jahrhundert | D-6-79-114-72 Wikidata  | weitere Bilder |
| Vordere Oellinger Straße (Standort)                      | Feldkapelle                                                                                               | Einfacher Hau- bzw. Bruchsteinmauerwerksbau mit Satteldach, 19./20. Jahrhundert, darin Pietà, Holz, 18. Jahrhundert | D-6-79-114-81 Wikidata  | weitere Bilder |
| Waldmannshöfer Straße 2 (Standort)                       | Evangelisch-lutherische Pfarrkirche, sogenannte Dreifaltigkeitskirche                                     | Chorturmkirche, Saalbau mit eingezogenem Chor und nördlichem Chorturm mit Zwiebelhaube, barockisierend, von Otto Schulz, 1922–26; Einfriedung, gleichzeitig | D-6-79-114-75 Wikidata  | weitere Bilder |
| Waldmannshöfer Straße 2 (Standort)                       | Einfriedung                                                                                               | gleichzeitig | D-6-79-114-75 Wikidata  | weitere Bilder |
| Am Galgenberg (Standort)                                 | Bildstock                                                                                                 | Rechteckiger Nischenaufsatz mit Relief der Schmerzhaften Muttergottes und Kreuzbekrönung, auf Postament, Sandstein, bezeichnet „1900“ | D-6-79-114-78 Wikidata  | BW             |
| Am Judengraben (Standort)                                | Neuer Jüdischer Friedhof                                                                                  | Ummauerte Anlage, errichtet nach Vollbelegung des alten jüdischen Friedhofes, der seit ca. 1630 in unmittelbarer Nähe bestand und in den 1920er Jahren eingeebnet wurde, mit translozierten Grabmälern des alten Friedhofes in der westlichen Mauer, diese teilweise ins 17. Jahrhundert zurückreichend, sowie mit Grabmälern des 19. und frühen 20. Jahrhunderts und einem Kriegerdenkmal für die gefallenen jüdischen Bürger im Ersten Weltkrieg, um 1920, Neuanlage wohl erste Hälfte 19. Jahrhundert                                                       | D-6-79-114-76 Wikidata  | weitere Bilder |
| Am Judengraben (Standort)                                | Neuer Jüdischer Friedhof, Umfassungsmauer                                                                 | Bruchsteinmauerwerk, 1923 | D-6-79-114-76 Wikidata  | weitere Bilder |
| Nähe Lamm-Gottes-Weg (Standort)                          | Prozessionsaltar                                                                                          | Altarähnlicher Aufbau mit Lamm-Gottes-Relief flankiert von Putten, und Relief mit dem Herz Jesu als Bekrönung, auf breitgelagertem Tischsockel, Sandstein, bezeichnet „1729“ | D-6-79-114-77 Wikidata  | weitere Bilder |
| Rothenburger Straße 1 (Standort)                         | Bildstock                                                                                                 | Baldachinbekrönter Reliefaufsatz mit Kreuzigungsszene, auf achtkantigem Pfeiler über Postament, Sandstein, 17. Jahrhundert | D-6-79-114-71 Wikidata  | BW             |

### Baldersheim
| Lage | Objekt                                      | Beschreibung | Akten-Nr.               | Bild           |
| --- | ------------------------------------------- | --- | ----------------------- | -------------- |
| an der alten Straße                                                                                         | Bildstock                                   | Von Kreuz bekrönt; nicht nachqualifiziert, im Bayerischen Denkmal-Atlas nicht kartiert | D-6-79-114-106 Wikidata | BW             |
| Badstraße 1 (Standort)                                                                                      | Wappensteine                                | Drei Sandsteinwappen des Johann Philipp von Schönborn, Fürstbischof von Würzburg und Erzbischof von Mainz, transloziert von der abgebrochenen Torzufahrt zur Zehntscheune, bezeichnet „1670“ | D-6-79-114-82 Wikidata  | weitere Bilder |
| Badstraße 4 (Standort)                                                                                      | Hausfigur                                   | Madonna, 18. Jahrhundert | D-6-79-114-83           | BW             |
| Breites Ried (Standort)                                                                                     | Bildstock                                   | Reliefaufsatz mit Madonnenbüste, Rückseite mit Vierzehn Nothelfern, sowie Kreuzbekrönung, auf Pfeiler mit Heiligenreliefs über Sockel, neugotisch, Sandstein, bezeichnet „1897“ | D-6-79-114-113 Wikidata | BW             |
| Burgerrother Straße                                                                                         | Bildstock                                   | Mit Trinität und Pietà, Sandstein, Herzogskrone, 18. Jahrhundert; nicht nachqualifiziert, im Bayerischen Denkmal-Atlas nicht kartiert | D-6-79-114-136 Wikidata | BW             |
| Eng; an der Gelchsheimer Straße (Standort)                                                                  | Bildstock                                   | Reliefaufsatz mit Madonnenportrait und giebelartiger Bedachung, auf Pfeiler über Tischsockel, Kunststein, 1947 | D-6-79-114-111 Wikidata | weitere Bilder |
| Gaubahn-Radweg, an der Auber Straße bei Lieblein                                                            | Bildstockkopf                               | Mit rundbogiger Nische über Vierkantpfeiler; nicht nachqualifiziert, im Bayerischen Denkmal-Atlas nicht kartiert | D-6-79-114-105 Wikidata | BW             |
| Gollachweg (Standort)                                                                                       | Bildstock                                   | Reliefaufsatz mit Kreuzigung, auf Peiler mit Inschrift, Sandstein, bezeichnet „1604“ | D-6-79-114-98 Wikidata  | BW             |
| Gollachweg, beim Bahnübergang (Standort)                                                                    | Bildstock                                   | Schaft mit Relief eines Beters, Kreuzigungsrelief, bezeichnet „1483“ | D-6-79-114-117 Wikidata | weitere Bilder |
| Kappelstraße 9 (Standort)                                                                                   | Katholische Friedhofskapelle St. Laurentius | Einfacher Saalbau mit Satteldach und Dachreiter, Neubau des 18. Jahrhunderts unter Verwendung von Bauteilen des spätgotischen Vorgängerbaus des 14. Jahrhunderts; mit Ausstattung | D-6-79-114-84 Wikidata  | weitere Bilder |
| Kappelstraße; Nähe Kappelstraße (Standort)                                                                  | Bildstock                                   | Reliefaufsatz mit Kreuzigungsgruppe, auf Rundsäule über Tischsockel, Sandstein, 18. Jahrhundert | D-6-79-114-85 Wikidata  | weitere Bilder |
| Kirchgasse 2 (Standort)                                                                                     | Kreuzschlepper                              | Figur des kreuztragenden Heilands mit Schächer, über gebauchtem Postament mit Kelchrelief, auf Tischsockel mit Inschriftenkartusche, Sandstein, von Georg Dettelbacher, bezeichnet „1706“ | D-6-79-114-87 Wikidata  | Kreuzschlepper |
| Kirchgasse 2 (Standort)                                                                                     | Ehemalige Gemeindeverwaltung                | Zweigeschossiger Satteldachbau mit nördlichem Krüppelwalm, mit Fachwerkobergeschoss und massivem Südgiebel (ersetzte 1901 den vorherigen Fachwerkgiebel) sowie Freitreppe, spätes 18./frühes 19. Jahrhundert | D-6-79-114-86 Wikidata  | weitere Bilder |
| Kirchgasse 2 (Standort)                                                                                     | Reste der Einfriedung                       | Reste der Bruchstein Einfriedung Kirchgasse 2, verm. 18. Jahrhundert. Die kreutztragende Heilandsfigur Denkmalnummer D-6-79-114-87 war ursprünglich in die Einfriedung eingelassen und 2022 im Zuge der Kirchplatzerneuerung herausgelöst und freistehend davor platziert worden. Die Einweihung erfolgte am 22. Mai 2022 durch Pfarrer Gregor Sauer. | D-6-79-114-86 Wikidata  | weitere Bilder |
| Kirchgasse 3 (Standort)                                                                                     | Pfarrhaus                                   | Zweigeschossiger, massiver Halbwalmdachbau über hohem Sockel mit Ecklisenen, frühes 19. Jahrhundert | D-6-79-114-88 Wikidata  | weitere Bilder |
| Kirchgasse 3 (Standort)                                                                                     | Einfriedung                                 | Gleichzeitig | D-6-79-114-88 Wikidata  | weitere Bilder |
| Kirchgasse 4 (Standort)                                                                                     | Katholische Pfarrkirche St. Georg           | Chorturmkirche, Saalbau mit eingezogenem Chor und Chorturm mit Spitzhelm, 1609–16, Turm bezeichnet „1609“, Langhausumgestaltung, 1901; mit Ausstattung | D-6-79-114-89 Wikidata  | weitere Bilder |
| Kirchgasse 4 (Standort)                                                                                     | Kirchhofmauer                               | An der Nordseite noch mit Schießscharten bewehrt, Bruchsteinmauerwerk, mittelalterlich, mit jüngerem Pfeilerportal, wohl 17./18. Jahrhundert | D-6-79-114-89 Wikidata  | weitere Bilder |
| Kirchgasse 4 (Standort)                                                                                     | Ölbergkapelle                               | Mit Sandsteinfigurengruppe um 1500, in neugotischem Gehäuse, 1901 | D-6-79-114-89 Wikidata  | weitere Bilder |
| Kirchgasse 4 (Standort)                                                                                     | Beinhäuschen                                | Kleiner Massivbau mit Satteldach, nach 1825, mit eingemauertem Bildstockkopf mit den Fünf Wunden Christi, Sandstein, wohl 17. Jahrhundert | D-6-79-114-89 Wikidata  | weitere Bilder |
| Kornmarkt 5 b (Standort)                                                                                    | Zehntscheune                                | In Resten erhalten, Bruchsteinmauerwerk mit Satteldach, frühes 17. Jahrhundert | D-6-79-114-90 Wikidata  | BW             |
| Kornmarkt 5 b (Standort)                                                                                    | Hausfigur                                   | Maria Immaculata, Holz, 18. Jahrhundert | D-6-79-114-90 Wikidata  | weitere Bilder |
| Kreisstraße WÜ 43 (Standort)                                                                                | Bildstock                                   | Baldachinbekrönter Reliefaufsatz mit Dreifaltigkeit und Pietà, auf erneuertem Schaft, Sandstein, erste Hälfte 18. Jahrhundert | D-6-79-114-115 Wikidata | BW             |
| Kreisstraße WÜ 43, unter zwei Pappeln an der Straße nach Burgerroth, ca. 200 m vor dem Ort links (Standort) | Bildstock                                   | Reliefaufsatz mit Kreuzigung und Kreuzbekrönung, auf Pfeiler, Sandstein, bezeichnet „1621“ | D-6-79-114-114 Wikidata | BW             |
| Nähe Kreisstraße WÜ 43 (Standort)                                                                           | Bildstock                                   | Giebelbedachter Reliefaufsatz mit Bruder Konrad und Kreuzbekrönung, auf Pfeiler, Kunststein, 1946, über gebauchtem Sandsteinpostament, wohl 18. Jahrhundert | D-6-79-114-112 Wikidata | weitere Bilder |
| Lindenberg (Standort)                                                                                       | Bildstock                                   | Reliefaufsatz mit Vierzehn Nothelfern und baldachinartiger Bekrönung, auf Pfeiler über Postament mit Inschriften, Sandstein, bezeichnet „1804“ | D-6-79-114-97 Wikidata  | weitere Bilder |
| Ölacker, an der Auber Straße                                                                                | Bildstock                                   | nicht nachqualifiziert, im Bayerischen Denkmal-Atlas nicht kartiert | D-6-79-114-103          | BW             |
| Staatsstraße 2269, an der Straße nach Aufstetten, ca. 300 m vor dem Ort rechts ()                           | Bildstock                                   | Pietà, bezeichnet „1879“; nicht nachqualifiziert, im Bayerischen Denkmal-Atlas nicht kartiert | D-6-79-114-116 Wikidata |                |
| St.-Georg-Straße (Standort)                                                                                 | Bildstock                                   | Reliefaufsatz mit Kreuzigungsszene, auf erneuertem Kunststeinpfeiler, über gebauchtem Postament, Sandstein, 18. Jahrhundert, renoviert und teilweise erneuert, bezeichnet „1946“ | D-6-79-114-108 Wikidata | weitere Bilder |
| St.-Georg-Straße, Ortsausgang nach Aub (Standort)                                                           | Bildstock                                   | Reliefaufsatz mit Blutwunder zu Walldürn und Pietà, sowie mit Kreuzbekrönung, auf abgefastem Vierkantschaft über Tischsockel, neugotisch, Sandstein, bezeichnet „1875“ | D-6-79-114-104 Wikidata | weitere Bilder |
| St.-Georg-Straße 4 (Standort)                                                                               | Hausfigur                                   | Herz-Jesu-Statue, in neugotischer Wandnische, Mitte 19. Jahrhundert | D-6-79-114-137 Wikidata | BW             |
| Torgartenweg 1 (Standort)                                                                                   | Bildstock                                   | Spitzgiebeliger Reliefaufsatz mit Erlöser und Heiliger in Mandorla, auf Rundsäule über Postament, neugotisch, Sandstein, zweite Hälfte 19. Jahrhundert | D-6-79-114-91 Wikidata  | weitere Bilder |
| Truchseßstraße, St.-Georg-Straße (Standort)                                                                 | Wegkreuz                                    | Kruzifix auf Postament, Sandsteincorpus, 18. Jh., Kreuzstamm und Postament erneuert, Kunststein, 1930er Jahre, bez. 1704, 1751 und 1932 | D-6-79-114-157          | weitere Bilder |
| Truchseßstraße 5 (Standort)                                                                                 | St. Nepomuk-Statue                          | Figur des heiligen Johannes Nepomuk auf Postament mit Inschriftenkartusche über erneuertem Sockel, auf der Hofmauer, Sandstein, bezeichnet „1767“ | D-6-79-114-92 Wikidata  | weitere Bilder |
| Truchseßstraße 6 (Standort)                                                                                 | Hausfigur                                   | Barocke Dreifaltigkeitsgruppe, Holz, 18. Jahrhundert | D-6-79-114-93 Wikidata  | BW             |
| Truchseßstraße 7 (Standort)                                                                                 | Kreuzschlepper                              | Figur des kreuztragenden Heilands auf in die Mauer eingelassenem, hohen Postament mit Inschriftenfeld, Sandstein, von Johann Georg Auwera, bezeichnet „1792“ | D-6-79-114-94 Wikidata  | weitere Bilder |
| Truchseßstraße 8, auf der Mauer (Standort)                                                                  | Pietà in Nische                             | Zweite Hälfte 18. Jahrhundert; nicht nachqualifiziert, im Bayerischen Denkmal-Atlas nicht kartiert | D-6-79-114-95 Wikidata  | BW             |
| Truchseßstraße 12 (Standort)                                                                                | Hausfigur                                   | Sitzende Madonnenfigur auf Sockel mit Inschriftenkartusche, Holz, 18./19. Jahrhundert | D-6-79-114-96 Wikidata  | BW             |
| Truchseßstraße 21 (Standort)                                                                                | Wirtshausausleger                           | Ende 18. Jahrhundert | D-6-79-114-99 Wikidata  | BW             |
| Truchseßstraße 35 (Standort)                                                                                | Bildstock                                   | Rundbogiger Reliefaufsatz mit Heilige Familie mit Dreifaltigkeit, auf Pfeiler über Postament mit Inschrift, historistisch, Sandstein, bezeichnet „1911“ | D-6-79-114-1            | BW             |
| Turmweg (Standort)                                                                                          | Ehemaliger Wartturm                         | Rundturm, Bruchsteinmauerwerk, 15. Jahrhundert | D-6-79-114-107 Wikidata | weitere Bilder |
| Turmweg (Standort)                                                                                          | Bildstock                                   | Baldachinbekrönter Reliefaufsatz mit Heiliger Familie, auf Pfeiler mit Heiligenreliefs über Sockel, Sandstein, bezeichnet „1817“ | D-6-79-114-102 Wikidata | BW             |
| Turmweg (Standort)                                                                                          | Bildstock                                   | Giebelbedachter Reliefaufsatz mit heiliger Theresa und Kreuzbekrönung, auf Pfeiler über Sockel, Kunststein, erste Hälfte 20. Jahrhundert | D-6-79-114-110 Wikidata | BW             |
| Turmweg (Standort)                                                                                          | Madonna                                     | Figur der Muttergottes auf hohem Sandsteinpostament mit Inschriftenfeld, zweite Hälfte 19. Jahrhundert | D-6-79-114-109 Wikidata | BW             |
| Wartturm (Standort)                                                                                         | Bildstock                                   | Reliefaufsatz mit Kreuzigungsdarstellung, auf erneuertem Pfeiler mit Stiftungsinschrift, über diamantiertem Sockel, Sandstein, bezeichnet „1727“, 1904 erneuert | D-6-79-114-101 Wikidata | BW             |
| Krötenberg ()                                                                                               | Bildstock                                   | Sockel mit Rundbogenfries, achteckige Säule, vorhangbogiger Aufsatz mit Relief der Madonna Madonnenbrustbild als mit Relief der Madonna als Halbfigur, um 1900 | D-6-79-114-209          |                |

### Burgerroth
| Lage                                                                  | Objekt                              | Beschreibung | Akten-Nr.               | Bild                            |
| --------------------------------------------------------------------- | ----------------------------------- | --- | ----------------------- | ------------------------------- |
| Alter Berg (Standort)                                                 | Katholische Kapelle St. Kunigund    | Kleiner Saalbau mit eingezogenem Chor und Erkerapsis, sowie Dachreiter, romanische Anlage, um 1200; mit Ausstattung                          | D-6-79-114-120 Wikidata | weitere Bilder                  |
| Alter Berg (Standort)                                                 | Friedhofsmauer mit Rundbogentor     | Hausteinmauerwerk, wohl gleichzeitig | D-6-79-114-120 Wikidata | Friedhofsmauer mit Rundbogentor |
| Alter Berg (Standort)                                                 | ehemaliges Friedhofskreuz           | Kruzifix auf Tischsockel, Metallkorpus und Sandstein, bezeichnet „1843“ und „1893“                                                           | D-6-79-114-120 Wikidata | BW                              |
| Alter Berg (Standort)                                                 | Grabdenkmäler                       | Um 1900 | D-6-79-114-120 Wikidata | BW                              |
| Am Viehweg, an der Straße nach Bieberehren                            | Bildstock                           | nicht nachqualifiziert, im Bayerischen Denkmal-Atlas nicht kartiert                                                                          | D-6-79-114-130          | BW                              |
| Am Viehweg, an der Straße nach Bieberehren, ca. 1 km vom Ortsrand     | Bildstock                           | Jesus als guter Hirte, 1776; nicht nachqualifiziert, im Bayerischen Denkmal-Atlas nicht kartiert                                             | D-6-79-114-131 Wikidata | BW                              |
| Bieberehrener Straße 1 (Standort)                                     | Bildstock                           | Reliefaufsatz mit Kreuzigungsrelief und Kreuzbekrönung, auf Pfeiler über Sockel, Sandstein, bezeichnet „1752“                                | D-6-79-114-129 Wikidata | weitere Bilder                  |
| Bieberehrener Straße 1 (Standort)                                     | Bauernhof                           | Wohngebäude, zweigeschossiger, verputzter Satteldachbau mit Fachwerkgiebel, im Kern 18. Jahrhundert                                          | D-6-79-114-122 Wikidata | weitere Bilder                  |
| Bieberehrener Straße 1 (Standort)                                     | Bauernhof                           | Ökonomiegebäude, Kellerbogen bezeichnet „1830“                                                                                               | D-6-79-114-122 Wikidata | weitere Bilder                  |
| Dorfplatz 6, am Giebel (Standort)                                     | Hausfigur                           | Madonna, 18. Jahrhundert; nicht nachqualifiziert, im Bayerischen Denkmal-Atlas nicht kartiert                                                | D-6-79-114-121 Wikidata | BW                              |
| Dorfplatz 14, am Ende des Dorfplatzes (Standort)                      | Bildstock                           | Reliefaufsatz mit Kreuzbekrönung und modernem Bronzepietàrelief, auf Pfeiler, Sandstein, bezeichnet „1763“                                   | D-6-79-114-125 Wikidata | weitere Bilder                  |
| Großer Wasen, an der Südseite des Dorfplatzes (Standort)              | Bildstock                           | Reliefaufsatz mit Dreifaltigkeit auf Pfeiler mit Heiligenreliefs über gebauchtem Sockel, Sandstein, zweite Hälfte 18. Jahrhundert            | D-6-79-114-127 Wikidata | weitere Bilder                  |
| Güterwald, Ortsausgang gegen Baldersheim, Seitenweg, vor dem Wäldchen | Bildstock                           | nicht nachqualifiziert, im Bayerischen Denkmal-Atlas nicht kartiert                                                                          | D-6-79-114-126          | BW                              |
| Kirchäcker (Standort)                                                 | Bildstock                           | Bekrönter Reliefaufsatz mit heiligem Georg, auf Pfeiler mit Heiligenreliefs über gebauchtem Sockel, Sandstein, zweite Hälfte 18. Jahrhundert | D-6-79-114-132 Wikidata | BW                              |
| Oberer Tannenbergweg, am Weg zur Kunigundenkapelle, links (Standort)  | Bildstock                           | Reliefaufsatz mit heiligem Josef und Kreuzbekrönung, auf Pfeiler über Sockel, Kalkstein, um 1800                                             | D-6-79-114-133 Wikidata | BW                              |
| St.-Andreas-Straße 4 (Standort)                                       | Ehemalige Schule                    | Eingeschossiger Satteldachbau, mit Fachwerkgiebel, verputzt, Türsturz bezeichnet „1791“                                                      | D-6-79-114-123 Wikidata | weitere Bilder                  |
| St.-Andreas-Straße 5 (Standort)                                       | Katholische Pfarrkirche St. Andreas | Saalbau mit Satteldach und Ostturm mit Glockendach, klassizistisch, 1824; mit Ausstattung                                                    | D-6-79-114-118 Wikidata | weitere Bilder                  |
| St.-Andreas-Straße 5 (Standort)                                       | Friedhofskreuz                      | Kruzifix auf Postament mit Inschriftenfeld, Sandstein, bezeichnet „1819“                                                                     | D-6-79-114-119 Wikidata | weitere Bilder                  |

### Lämmermühle
| Lage                     | Objekt                       | Beschreibung                 | Akten-Nr.               | Bild           |
| ------------------------ | ---------------------------- | ---------------------------- | ----------------------- | -------------- |
| Gollach (Standort)       | Bogenbrücke über die Gollach | Bruchsteinmauerwerk, um 1800 | D-6-79-114-135 Wikidata | weitere Bilder |
| Lämmermühle 1 (Standort) | Giebelhaus mit Schopfwalm    | Um 1800                      | D-6-79-114-134 Wikidata | weitere Bilder |
| Lämmermühle 1 (Standort) | Nebengebäude                 | Um 1800                      | D-6-79-114-134 Wikidata | weitere Bilder |

### Stelzenmühle
| Lage                                          | Objekt                    | Beschreibung | Akten-Nr.               | Bild           |
| --------------------------------------------- | ------------------------- | --- | ----------------------- | -------------- |
| südlich des Ortes über der Gollach (Standort) | Schlossruine Reichelsburg | Burgruine, Vorgängerbau erstmals 1230 urkundlich erwähnt, bis 1390 hohenlohisch als Bamberger Lehen, ab 1390 zum Bistum Würzburg gehörig, 1521 Würzburger Amtssitz, im Bauernkrieg 1525 zerstört; regelmäßig-viereckige Anlage, mit rundem, östlichem Bergfried, Bruchsteinmauerwerk, letzterer 14. Jahrhundert, übrige Anlage 15. und frühes 16. Jahrhundert | D-6-79-114-100 Wikidata | weitere Bilder |
| Südlich des Ortes über der Gollach (Standort) | Schlossruine Reichelsburg | Zwingermauer mit sieben Flankentürmen, Bruchsteinmauerwerk, wohl 15. Jahrhundert | D-6-79-114-100 Wikidata | weitere Bilder |

## Ehemalige Baudenkmäler
In diesem Abschnitt sind Objekte aufgeführt, die früher einmal in der Denkmalliste eingetragen waren, jetzt aber nicht mehr. Objekte, die in anderem Zusammenhang also z. B. als Teil eines Baudenkmals weiter eingetragen sind, sollen hier nicht aufgeführt werden. Aktennummern in diesem Abschnitt sind ehemalige, jetzt nicht mehr gültige Aktennummern.

| Lage                              | Objekt                   | Beschreibung                                                                                            | Akten-Nr.               | Bild |
| --------------------------------- | ------------------------ | --- | ----------------------- | ---- |
| Aub Badstraße 1 (Standort)        | Hausfigur                | Maria mit Kind, Holz, gefasst, 1420                                                                     | D-6-79-114-82 Wikidata  | BW   |
| Aub Harbachstraße 13 (Standort)   | Wohngebäude              | Zweigeschossiger, verputzter Satteldachbau mit Fachwerkobergeschoss, 1711 (dendrochronologisch datiert) | D-6-79-114-16 Wikidata  | BW   |
| Aub Hauptstraße 2 (Standort)      | Pforte                   | 17. Jahrhundert                                                                                         | D-6-79-114-23 Wikidata  | BW   |
| Burgerroth Dorfplatz 9 (Standort) | Bauernhaus mit Frackdach | Fachwerk verputzt, 18. Jahrhundert                                                                      | D-6-79-114-138 Wikidata | BW   |